# Referéndum sobre la Ley de Urgente Consideración (Uruguay)
El referéndum sobre la Ley de Urgente Consideración se celebró en Uruguay el 27 de marzo de 2022, sometiendo a consulta popular la abrogación de 135 artículos de la ley 19 889 (conocida como «Ley de Urgente Consideración», «Ley de Urgencia» o simplemente «LUC»), aprobada por la Asamblea General en 2020 y considerada la principal iniciativa legislativa del gobierno de coalición del presidente Luis Lacalle Pou.
Fruto de una campaña promovida por diversos actores sociales y políticos como la central sindical nacional PIT-CNT y el partido opositor Frente Amplio, el 8 de julio de 2021 se entregaron ante la Corte Electoral casi 800 000 adhesiones, superando el 25 % del total de inscriptos habilitados para votar que se requiere constitucionalmente para interponer un recurso de referéndum contra una ley. El 8 de diciembre de 2021 la autoridad electoral finalizó el proceso de verificación y validación de las adhesiones presentadas y realizó la convocatoria a la votación.
La opción por dar lugar al recurso de referéndum obtuvo el 48.7 % de los votos válidos, por debajo de la mayoría absoluta requerida. Por lo tanto, los 135 artículos impugnados de la LUC mantuvieron su vigencia.

## Antecedentes y contexto

### Mecanismo legislativo de la urgente consideración
El artículo 168 de la Constitución uruguaya de 1997 establece que el Poder Ejecutivo puede remitir proyectos de ley al Poder Legislativo declarándolos como de urgente consideración. En este caso, la Cámara que recibe en primera instancia dicho proyecto tiene un plazo de 45 días para considerarlo, una vez vencido el cual y si el proyecto no fue desechado, se lo considera aprobado en su forma original y se lo comunica a la otra Cámara. Esta tiene, a su vez, un plazo de 30 días para pronunciarse y en caso de aprobar un proyecto con modificaciones, el mismo deberá reingresar a la primera Cámara donde contará con otros 15 días para su consideración. Cumplido este plazo, si no hay un pronunciamiento expreso que traduzca común acuerdo entre las cámaras respecto a las modificaciones, el proyecto es remitido a la Asamblea General, que cuenta con 10 días para considerarlo.
Una de las particularidades de este mecanismo es que si un proyecto de ley no recibe aprobación parlamentaria en los plazos estipulados, automáticamente se convierte en ley en la forma como lo envió el Poder Ejecutivo. De esta forma, permite que una ley entre en vigencia apenas unos 100 días después de su envío a la Asamblea General.
Desde la restauración democrática en 1985, solamente 13 proyectos de ley fueron enviados al Legislativo con declaratoria de urgente consideración (0.003 % del total de proyectos enviados por el Ejecutivo en dicho período), de los cuales 9 se aprobaron y 4 se rechazaron. Todos los gobiernos aplicaron el mecanismo, excepto por los segundos mandatos de Julio María Sanguinetti y Tabaré Vázquez. Sin embargo, en la mayoría de estos casos se utilizó la urgente consideración para temas concretos y solo 3 proyectos entran en la categoría de «ley ómnibus», en función de la cantidad de temas que abarcan. La utilización de este último tipo de paquete legislativo ha sido criticado por algunos expertos en ciencia política, al considerar que perjudica la calidad de la democracia al impedir el adecuado debate legislativo.

### Propuesta en las elecciones de 2019
Consultado en 2018 sobre cuál sería su primera medida en caso de llegar a la presidencia en 2020, el entonces precandidato presidencial Luis Lacalle Pou (Partido Nacional, PN) contestó que enviaría al Poder Legislativo un proyecto de ley con el rótulo de urgente consideración, producto de la negociación entre los integrantes de un eventual gobierno de coalición y cuyo contenido incluiría «todo lo que haya que modificar del Estado», abarcando «educación, seguridad, vivienda, economía, temas administrativos». El objetivo de tal iniciativa, afirmó, sería aprovechar el primer año de gobierno para aplicar rápidamente los cambios considerados como necesarios. Pablo da Silveira, entonces coordinador programático de la campaña de Lacalle Pou y actual Ministro de Educación y Cultura, hizo referencia a que con esta «ley ómnibus» se podrían tomar acciones en un plazo abreviado con respecto a una ley presupuestal, que demanda un trámite legislativo más extenso.
En marzo de 2019 Lacalle Pou lanzó oficialmente su campaña de cara a las elecciones internas de los partidos políticos, las cuales se celebraron el 30 de junio del mismo año. El candidato del herrerismo obtuvo el 53.77 % de los votos, venció a Juan Sartori, Jorge Larrañaga, Enrique Antía y Carlos Iafigliola. Poco después de la victoria, el equipo de campaña del candidato nacionalista comenzó a redactar el proyecto de ley de urgente consideración (LUC), con Rodrigo Ferrés como principal responsable.
Se afirmó entonces que el proyecto contaría con un total de entre 300 y 500 artículos y que su contenido se basaría en el programa de gobierno del PN, incluyendo aspectos como la eliminación de la representación docente en la Administración Nacional de Educación Pública (ANEP), la creación de una regla fiscal para «ordenar» el gasto público, la modificación de las políticas sociales en la órbita del Ministerio de Desarrollo Social (MIDES), la desmonopolización del mercado de los combustibles y la eliminación de la bancarización obligatoria para pagos y transacciones.

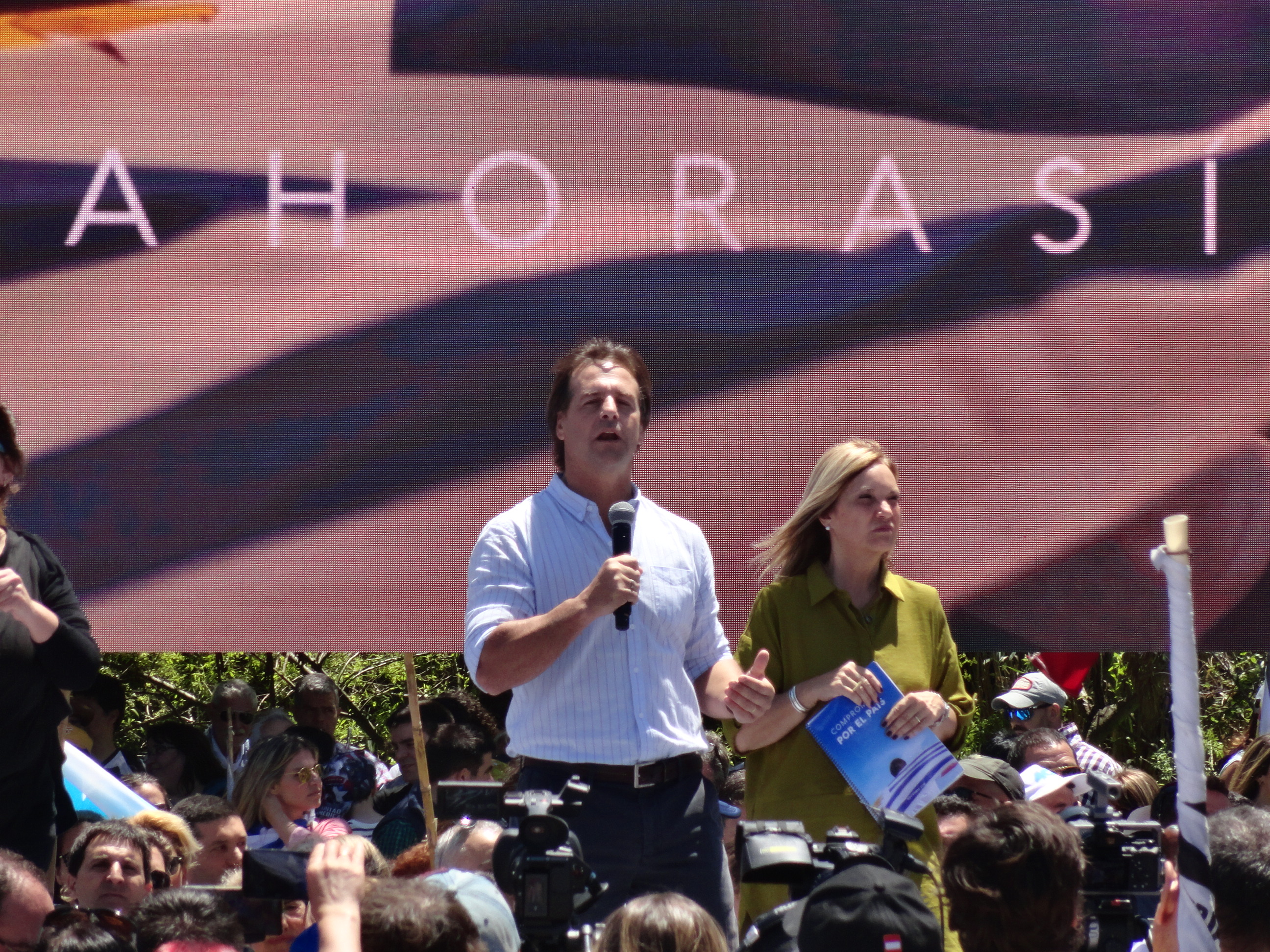
Luis Lacalle Pou y su compañera de fórmula, Beatriz Argimón, durante un acto de campaña de la Coalición Multicolor de cara a la segunda vuelta de las elecciones nacionales de 2019.

La iniciativa recibió críticas desde el Frente Amplio (FA). El Partido Socialista (PS) afirmó que el mecanismo sería inconstitucional ya que para su utilización se requiere de una urgencia preexistente identificada y no de una creada «por razones políticas o ideológicas o prioritarias de gobierno». Gonzalo Civila, secretario general del PS, aludió a que el proyecto de LUC traducía un «programa oculto» y reclamó conocer su redacción, a lo cual Lacalle Pou respondió que el contenido se encontraba en su programa de gobierno. Ferrés expresó que la argumentación utilizada por el PS era «política y no técnica», y coincidió con la opinión de los juristas Martín Risso y Eduardo Esteva.
Originalmente, el equipo de campaña de Lacalle Pou tenía previsto finalizar la redacción del proyecto de LUC en octubre de 2019, de forma tal que estuviese presentado previamente a la primera vuelta de las elecciones nacionales, a celebrarse el 27 de dicho mes. Sin embargo, esto no ocurrió así. De hecho, Jorge Gandini (PN), entonces candidato al Senado, afirmó cuatro días antes de las elecciones que desconocía los contenidos del proyecto porque aún se estaba elaborando, si bien lo consideró «una buena herramienta». El entonces presidente de la República, Tabaré Vázquez (FA), expresó la necesidad de informar al respecto «para que la gente pueda tomar una decisión».
En la primera vuelta de las elecciones nacionales, el FA y el PN fueron los dos partidos más votados, con el 39 % y el 28.6 % de los votos, respectivamente. Este resultado desembocó en una segunda vuelta entre los candidatos de cada uno a celebrarse en noviembre de 2019, hacia la cual todos los partidos principales de oposición se alinearon detrás de Lacalle Pou, conformando la Coalición Multicolor, que estableció un acuerdo programático de común acuerdo conocido como «Compromiso por el País». Finalmente, Lacalle Pou resultó victorioso con el 50.79 % de los votos válidos frente al 49.21 % de Daniel Martínez, un resultado más ajustado de lo esperado y que no permitió declarar un ganador en la misma noche de la elección.
El primer borrador del proyecto de LUC se dio a conocer en enero de 2020, que contenía 457 artículos divididos en 10 capítulos. El mismo sufrió modificaciones posteriores producto de la negociación entre los diferentes miembros de la Coalición Multicolor y la versión final fue presentada por el gobierno el 9 de abril, contando con 502 artículos.

### Aprobación parlamentaria de la LUC
El proyecto final de LUC ingresó al Parlamento el 23 de abril de 2020. Tanto en la Cámara de Senadores como en la de Diputados se formaron comisiones especiales para su tratamiento, conformadas por legisladores de todos los partidos políticos con representación parlamentaria. Diversos individuos, organismos públicos, instituciones y organizaciones fueron citados por estas comisiones para conocer su visión sobre el contenido del proyecto de LUC. Con la eliminación de 25 artículos y la modificación de más de 300, la ley fue aprobada por la cámara alta en primera instancia el 6 de junio de 2020, tras lo cual ingresó a la cámara baja donde se introdujeron 32 cambios y se aprobó el 5 de julio. Finalmente, el Senado aprobó su versión final el 8 del mismo mes solamente con los votos del oficialismo y el Poder Ejecutivo la promulgó un día más tarde.

## Proceso hacia el referéndum

### Iniciativa
Antes de ser enviado al Poder Legislativo y posteriormente durante la discusión parlamentaria del proyecto de ley de urgente consideración (LUC), la central sindical PIT-CNT se manifestó en contra de sus contenidos y de la utilización de la urgente consideración, considerándolo un mecanismo antidemocrático por limitar el debate político y social. El 4 de junio de 2020, miles de personas participaron en una movilización frente al Palacio Legislativo convocada por la central de trabajadores, durante la cual su secretario general, Marcelo Abdala, afirmó que la LUC no atendía las necesidades de la población en el contexto de la pandemia de COVID-19 «ni en forma ni en contenido».
La Federación ANCAP (Fancap), sindicato que nuclea a los trabajadores de la empresa petrolera estatal ANCAP, fue una de las primeras organizaciones en expresarse a favor de la interposición de un recurso de referéndum contra la LUC, por considerarla contraria a «los intereses de la clase trabajadora», según expresó Gerardo Rodríguez, presidente del sindicato. Uno de los principales puntos de objeción era la derogación del monopolio de ANCAP para la importación, exportación y refinación de petróleo crudo y derivados, tema que generó discusión incluso dentro de la propia coalición gobernante y fue excluido del proyecto de ley durante el debate parlamentario. En su lugar, se estableció que el precio de los combustibles sea definido por el Poder Ejecutivo, con un ajuste en línea con el precio de paridad de importación con una periodicidad no mayor a los sesenta días, frente a lo cual Fancap también se manifestó en desacuerdo.
La LUC fue finalmente aprobada y promulgada en julio de 2020. El presidente Lacalle Pou la catalogó entonces como un «instrumento necesario, justo y popular». Pese a los cambios al proyecto original (como la mencionada desmonopolización de ANCAP), Fancap mantuvo su postura favorable a buscar la anulación, mientras que otros sindicatos inicialmente se mostraron cautelosos al considerar que una movida en este sentido podría resultar «contraproducente» si no se alcanzaba el objetivo, por lo cual se requeriría de un amplio acuerdo entre sectores sociales para promoverla.
En el ámbito sindical, la idea de promover la interposición de un referéndum comenzó a ganar fuerza una vez promulgada la ley. El 9 de septiembre, el PIT-CNT anunció por primera vez oficialmente que se comenzaría a analizar la posibilidad de desarrollar una campaña con dicho objetivo, si bien por el momento no se trataba de algo definido. La realización de dicha campaña fue confirmada el 17 de octubre por la Intersocial, un espacio que nuclea a diversas organizaciones sociales además del PIT-CNT, como la Federación Uruguaya de Cooperativas por Ahorro Mutuo (FUCVAM), la Intersocial Feminista y la Federación de Estudiantes Universitarios del Uruguay (FEUU).
Dentro del partido opositor Frente Amplio (FA) se generaron discusiones en torno a la oportunidad de apoyar orgánicamente la realización de un referéndum. En abril de 2020, cuando el anteproyecto de LUC estaba por ingresar a la cámara alta, el senador Óscar Andrade (Partido Comunista, PCU) expresó que si este no sufría modificaciones sustanciales, se planteaba la posibilidad de que la coalición de izquierda apoyara una campaña de recolección de firmas para anular sus contenidos, lo cual le valió críticas por parte del senador Jorge Gandini (PN). En mayo la Mesa Política Nacional del FA manifestó su rechazo al mecanismo de la urgente consideración y caracterizó al proyecto como «inoportuno, inconstitucional y antidemocrático». Durante su tratamiento parlamentario, legisladores opositores trabajaron para incorporar diversas modificaciones, pero consideraron que la versión final no presentó cambios sustanciales respecto a la original y, por lo tanto, mantuvieron su voto negativo al proyecto en general, pese a que acompañaron con el voto afirmativo a casi el 50 % del articulado. En los primeros días tras la promulgación de la LUC, el entonces presidente del FA, Javier Miranda, manifestó que su partido no tenía como prioridad apoyar un referéndum anulatorio. Esto comenzó a cambiar una vez que el PIT-CNT y la Intersocial se definieron a favor de aplicar este recurso constitucional y se abrieron espacios de diálogo. Pese a que algunos dirigentes frenteamplistas entendían que se podría tratar de un error político, el 19 de octubre el Plenario Nacional del FA resolvió apoyar la campaña y la decisión fue confirmada por la Mesa Política el 23 del mismo mes.

### Definiciones formales
En Uruguay existen dos mecanismos para interponer un recurso de referéndum contra una ley ante la Corte Electoral. Uno de ellos requiere alcanzar las adhesiones del 25 % del total de inscriptos habilitados para votar en un plazo correspondiente al primer año tras la promulgación de la ley y da lugar directamente a la realización del referéndum. El otro mecanismo requiere alcanzar al menos el 2 % del total de inscriptos habilitados para votar en un plazo de 150 días tras la promulgación de la ley y da lugar a la realización de una elección con voto no obligatorio conocida como prerreferéndum, en la cual si el 25 % vota afirmativamente se da lugar al referéndum propiamente dicho. En referencia al tiempo que requiere la recolección de firmas en cada caso, el primer mecanismo es conocido popularmente como «camino largo» y el segundo como «camino corto».
Esta fue una de las decisiones a las que tuvieron que enfrentarse los promotores de la iniciativa contra la LUC. Desde las primeras instancias, el PIT-CNT propuso seguir el camino largo y en el mismo sentido se definió la Intersocial. En el FA este asunto generó divisiones, ya que el Partido Comunista y el Partido Socialista apoyaban la vía larga, pero otros sectores como el Movimiento de Participación Popular (MPP), Asamblea Uruguay (AU) y Fuerza Renovadora (FR) preferían la vía corta ante el riesgo que implicaba el alto porcentaje de firmas requeridas por el otro mecanismo. Por ejemplo, el senador Mario Bergara (FR) afirmó que las condiciones políticas y sociales no eran las más favorables para una gran recolección de firmas y que el recurso debía reservarse para finalmente utilizarlo contra otras leyes más adelante en el gobierno de Lacalle Pou. Finalmente, el FA también se inclinó por el camino largo, en acuerdo con las organizaciones sociales. La decisión de los promotores fue informada formalmente el 8 de diciembre de 2020.
Otra de las cuestiones centrales a definir fue si el referéndum buscaría una anulación total o parcial de la LUC y, en este último caso, de cuáles artículos. En julio de 2020 la Fancap entendió que la mejor opción en términos estratégicos era ir solamente contra los artículos a su criterio «más regresivos». Una vez confirmada la realización de la campaña, se inició un período de discusión e intercambio entre el PIT-CNT, la Intersocial y el FA. Este último había resuelto priorizar los artículos que no había acompañado en la votación parlamentaria, ya que en caso contrario se estaría incurriendo en una «contradicción», según el senador Charles Carrera (MPP). El PIT-CNT anunció a mediados de noviembre que pretendía buscar la anulación de 116 artículos, cinco de los cuales habían sido votados por la oposición. Esto llevó a más negociaciones en las que el FA revisó su postura inicial y consideró que, por tratarse de un número reducido de artículos, podría apoyar su inclusión en el paquete pese a haberlos votado, si bien algunos sectores como FR, AU y la Vertiente Artiguista mostraron sus reparos. A principios de diciembre, fruto de un acuerdo entre los diferentes actores, se comunicó que los artículos impugnados serían 133, vinculados a las áreas temáticas de seguridad pública, economía, empresas públicas, sector agropecuario, relaciones laborales, seguridad social y vivienda, entre los cuales se encontraban cuatro artículos votados por el FA.
El 14 de diciembre se instaló la Comisión Nacional Pro Referéndum (luego Comisión Nacional por el Sí), integrada por el PIT-CNT, el FA, la Intersocial y otras organizaciones, y cuatro días más tarde se inició formalmente el trámite ante la Corte Electoral. Finalmente, el 29 de diciembre de 2020 se dio inicio a la campaña de recolección de firmas para anular 135 artículos de la LUC.

### Recolección de adhesiones

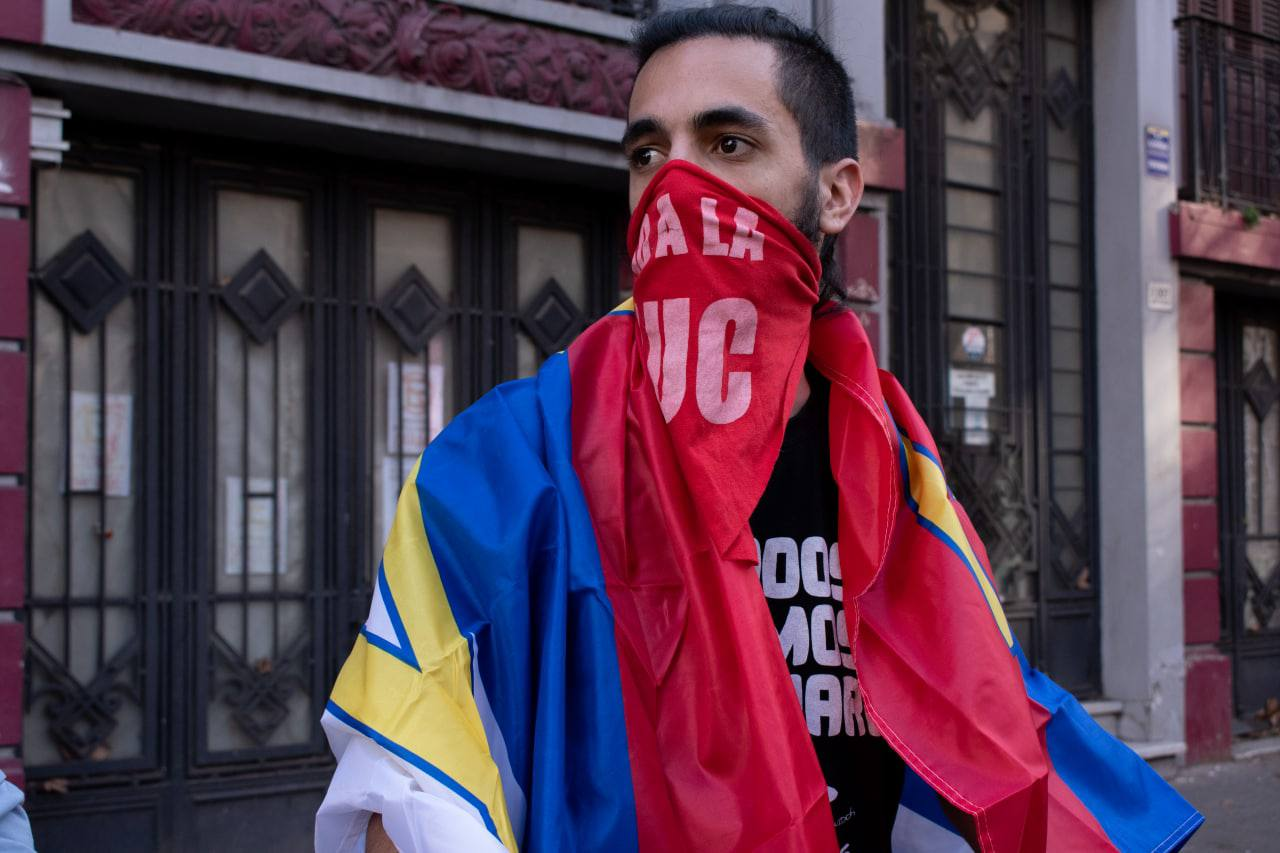
Manifestante a favor de la realización de un referéndum contra la Ley de Urgente Consideración.

El mecanismo elegido por los impulsores del referéndum requería la adhesión del 25 % del total de inscriptos habilitados para votar, correspondiente a 673 592 personas con base en los datos de la última elección nacional, a alcanzarse antes del 9 de julio de 2021, lo que suponía recolectar un promedio de 3600 adhesiones por día. La negociación previa entre los diferentes actores sociales y políticos consumió 161 de los 365 días disponibles. En el mes de lanzamiento de la campaña de recolección, el PIT-CNT consideró la posibilidad de solicitar una prórroga del plazo de un año establecido constitucional y legalmente, en función de las limitaciones impuestas por la pandemia de COVID-19, aunque rápidamente optó por no hacerlo.
La ley electoral establece que cada promotor debe presentar una papeleta ante la Corte Electoral conteniendo la impresión digital de su pulgar derecho y su firma. Habitualmente hay una cantidad de papeletas que son descartadas por no cumplir estrictamente con todos los requerimientos legales para su llenado, por lo que la Comisión Nacional Pro Referéndum se propuso alcanzar la cifra de 700 000 adhesiones. Desde el momento en que se lanzó la recolección, el entonces presidente del PIT-CNT, Fernando Pereira, se mostró seguro de que se alcanzarían las adhesiones requeridas, si bien reconoció que la dificultad estaría en las limitaciones físicas impuestas por la pandemia. En los primeros días de enero de 2021, Pereira afirmó que la meta era alcanzar las 300 000 firmas para el mes de marzo. A principios de febrero se llegó a 133 095 y a mediados de marzo a 252 720. El 19 de marzo la Mesa Política del Frente Amplio analizó el ritmo de recolección de firmas hasta el momento y consideró necesario incrementarlo para alcanzar el objetivo final.
El 25 de marzo, la Comisión Pro Referéndum solicitó a través de un comunicado la extensión del plazo para la recolección de firmas, argumentando que la situación sanitaria nacional impedía la realización de eventos con aglomeración de personas. El pedido fue reiterado el 5 de abril ante el Poder Legislativo, cuando Rafael Michelini y otros representantes de la Comisión mantuvieron una reunión con la Vicepresidenta de la República, Beatriz Argimón. Los promotores del referéndum se basaron en lo ocurrido con las elecciones departamentales y municipales de 2020, oportunidad en la cual a través de una ley se modificó la fecha prevista en la Constitución para el acto eleccionario, solicitando un mecanismo similar. El FA introdujo en el Parlamento un proyecto de ley en este sentido. Sin embargo, los principales partidos integrantes de la oficialista Coalición Multicolor se opusieron a otorgar la extensión, por lo que no estaban los votos suficientes para su aprobación. El presidente del directorio del Partido Nacional, Pablo Iturralde, afirmó que se debía «respetar la norma». Michelini, entonces secretario político del FA, manifestó que la negativa a ampliar el plazo de recolección de firmas daría lugar a la generación de aglomeraciones con la consecuente intervención de las fuerzas policiales, en referencia a la ley aprobada por el gobierno en marzo de 2021 que limitó el derecho de reunión consagrado en la Constitución. El FA se desmarcó de estas declaraciones y posteriormente Michelini fue removido de su cargo por el presidente del partido.

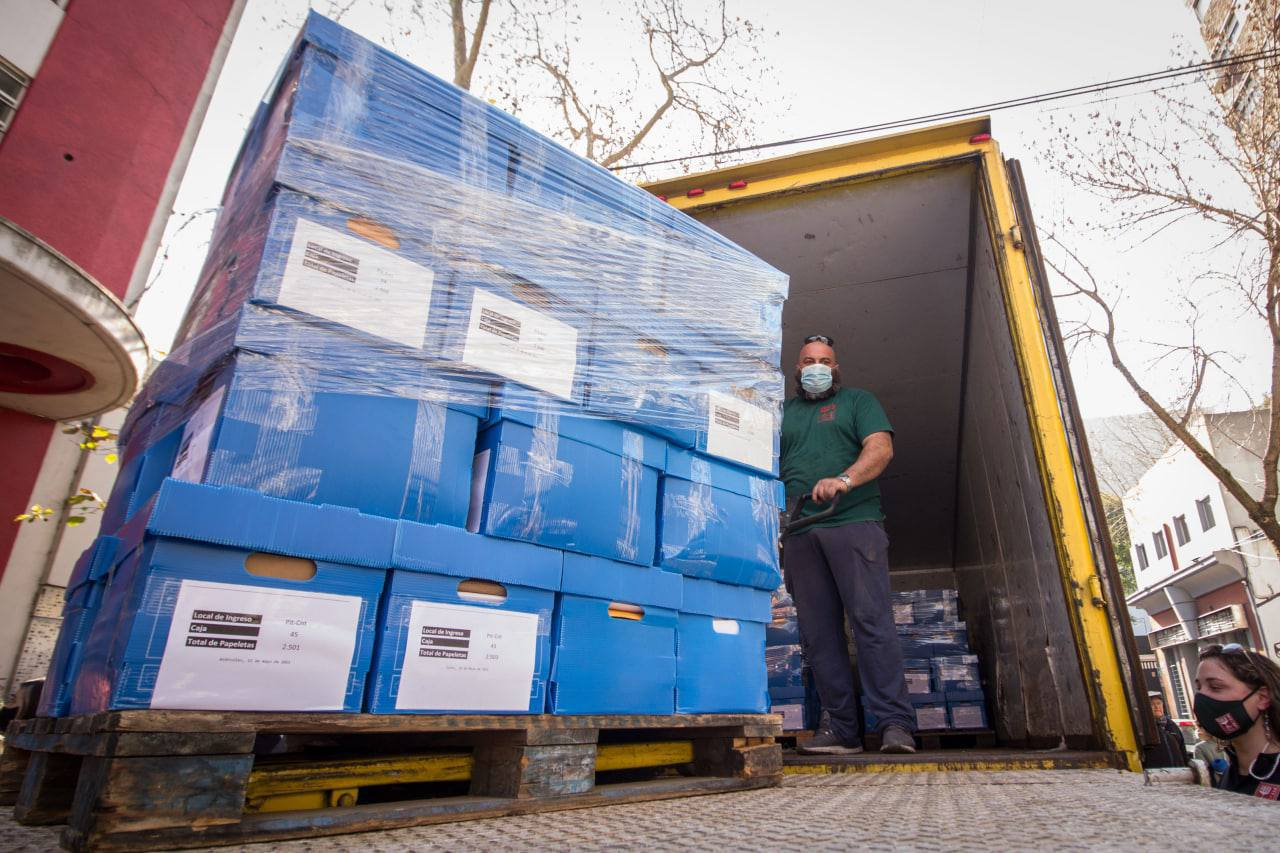
Cajas conteniendo las casi 800 000 papeletas que fueron entregadas a la Corte Electoral.

Durante la jornada de celebración del día de los trabajadores, el 1 de mayo, se juntaron unas 80 000 firmas, con un total de 450 000 anunciado más tarde en el mes. El 17 de junio se llevó a cabo un paro general convocado por el PIT-CNT durante el cual se juntaron 25 000 firmas, acontecimiento que no estuvo exento de críticas por parte del oficialismo. A finales de junio, ya en la recta final del plazo constitucional, se anunció la cifra de 572 551 firmas alcanzadas. El 23 de junio el PIT-CNT le solicitó al presidente Lacalle Pou el recurso de la cadena nacional de radio y televisión para dar mayor difusión a la campaña, pero el mandatario se la negó, ofreciendo como alternativa un espacio en los medios públicos para transmitir un mensaje. El FA criticó la decisión, considerando que silenciaba «a quienes opinan diferente».
En los meses de abril y mayo, Uruguay atravesó el peor momento de la pandemia de COVID-19, alcanzando récords mundiales de contagios y muertes. Esto implicó una importante dificultad para movilizar personas y llevó a cancelar o modificar actividades de campaña.
El 5 de julio, a cuatro días de la fecha límite para la entrega, Marcelo Abdala informó que faltaban unas 40 000 firmas, que se redujeron a unas 15 000 dos días más tarde. Finalmente, la diaria informó en la madrugada del 8 de julio que se habían superado las 700 000 adhesiones. Sobre el mediodía se llevó a cabo una conferencia de prensa donde la Comisión Pro Referéndum anunció que contaban con 763 443 firmas. La cifra final de papeletas entregadas esa tarde a la Corte Electoral fue de 797 261, un récord histórico para las iniciativas de este tipo en el país.
El hecho fue celebrado por dirigentes sociales y políticos. El senador frenteamplista Mario Bergara habló de una «hazaña de la militancia anónima y porfiada». A través de una declaración de su Mesa Política, el FA lo catalogó como «un triunfo popular».
La mayor parte de las adhesiones recolectadas, cerca de un 57 %, fue aportada por diferentes agrupaciones del FA (en particular por el MPP y el PCU), mientras que el PIT-CNT y las organizaciones sociales obtuvieron el 42 % restante.
El triunfo de la campaña de recolección de firmas fue valorado por analistas políticos como un evento que cambió significativamente la realidad política nacional. Óscar Bottinelli, director de la empresa FACTUM, expresó que por primera vez desde la asunción de Lacalle Pou el oficialismo quedó en una posición de desventaja frente a la oposición y que la decisión estratégica del gobierno de evitar el debate público podría haberse basado en una lectura errónea de los indicadores de opinión pública sobre su gestión. Para el politólogo Adolfo Garcé, el hecho fortaleció al FA y lo reivindicó como la principal fuerza política del país, mientras que Daniel Chasquetti destacó el rol «crucial» del PIT-CNT como nexo entre las organizaciones sociales.

### Postura inicial del gobierno
Desde que el PIT-CNT comenzó a discutir la posibilidad de interponer un recurso de referéndum contra la LUC, los legisladores oficialistas se mostraron críticos de la iniciativa e incluso plantearon que la misma podría ser inconstitucional, lo cual fue posteriormente descartado. En un comienzo, los integrantes de la coalición de gobierno consideraron participar activamente de una campaña en defensa de la LUC con el objetivo de prevenir la obtención de las adhesiones necesarias, tal como lo anunció, por ejemplo, el senador Jorge Gandini (PN).
Esto cambió una vez puesta en marcha la recolección de firmas, cuando desde Presidencia de la República se transmitió a los parlamentarios que la estrategia política sería la de guardar silencio para evitar amplificar la iniciativa, permitiendo que sean sus promotores quienes realicen el «desgaste». Así, la actitud predominante en la interna del gobierno pasó a ser la de evitar el debate. «Nuestra responsabilidad es gobernar», dijo al respecto el senador Pablo Da Silva (PN).
En febrero de 2021, el senador Óscar Andrade (FA) llamó al entonces presidente de la Cámara de Representantes, Martín Lema (PN), a participar de un intercambio público sobre los artículos impugnados. Ningún legislador oficialista respondió, pero el presidente del directorio del PN, Pablo Iturralde, afirmó: «vamos a hacer lo que tengamos ganas». Andrade insistió en la necesidad de realizar un «gran debate nacional» para contrarrestar el que no se pudo dar a nivel legislativo y denunció que legisladores oficialistas cancelaron instancias de discusión en los medios de comunicación.
Desde filas del oficialismo se vio con escepticismo que se alcanzasen las adhesiones necesarias. El expresidente de la República Julio María Sanguinetti (Partido Colorado, PC) expresó en mayo de 2021 que los promotores del referéndum no estaban teniendo éxito, pese a lo cual anunciaban diariamente «cifras publicitarias de presuntas firmas obtenidas». Estas declaraciones fueron rechazadas por Fernando Pereira (PIT-CNT). Cuando la Comisión Pro Referéndum solicitó una prórroga ante el Poder Legislativo, la diputada Nibia Reisch (PC) afirmó que el pedido traducía un inminente fracaso de la iniciativa.
Una vez vencido el plazo y con la entrega de unas 800 000 firmas ante la Corte Electoral, superando la cifra mínima requerida, existieron diferentes opiniones respecto a la estrategia que llevó adelante el gobierno. Los legisladores Felipe Schipani (PC), Gustavo Penadés (PN) y Raúl Lozano (Cabildo Abierto, CA) se manifestaron conformes con la postura tomada, mientras que para Gandini (PN) el oficialismo se equivocó al confiar en que no se alcanzarían suficientes adhesiones. Por otra parte, la senadora Graciela Bianchi (PN) afirmó que algunas personas firmaron por «miedo» y «presión» ejercida desde los sindicatos, si bien no presentó ninguna evidencia.
Al momento de lanzarse la iniciativa por el referéndum, el presidente Lacalle Pou se limitó a expresar que los impulsores estaban «en todo su derecho» de llevarla a cabo. Recién volvió a referirse al tema cuando se entregaron las firmas, afirmando: «vamos a debatir y discutir si es que hay referéndum».
Los partidos integrantes de la Coalición Multicolor definieron no esperar por la confirmación de la Corte Electoral para empezar la campaña a favor de la LUC de cara al eventual referéndum. En el mismo sentido, los legisladores oficialistas cambiaron su postura respecto a la participación en debates públicos sobre el tema. El primero de estos debates se realizó el 12 de agosto de 2021, organizado por el Centro de Estudios para el Desarrollo, en el que participaron los senadores Penadés (PN) y Alejandro Sánchez (FA) y donde los principales ejes temáticos de discusión fueron la seguridad pública y los combustibles.

### Verificación de adhesiones y confirmación
La Corte Electoral comenzó el proceso de verificación y validación de las adhesiones una vez que estas fueron presentadas por la Comisión Nacional Pro Referéndum. De acuerdo a la normativa, la Corte dispone de un total de 150 días hábiles para completar este proceso y, en caso de confirmarse la realización de la consulta popular, cuenta con 120 días para convocarla.
La etapa inicial consistió en la numeración de las papeletas, la cual se llevó a cabo del 12 al 22 de julio de 2021 con un total de 795 750 contabilizadas. El 19 de julio comenzó la revisión de los datos contenidos en cada papeleta, cotejando las firmas e impresiones digitales con los registros de la Corte.
La autoridad electoral informó el 13 de julio que el total de inscriptos habilitados para votar al día 8 del mismo mes era de 2 686 174, correspondiendo el 25 % de esta cifra (lo requerido para interponer el recurso de referéndum) a 671 544 adhesiones.
El 8 de diciembre de 2021 se alcanzaron las 671 631 adhesiones validadas, superando la cifra requerida, por lo que se suspendió el proceso. En el mismo día las autoridades de la Corte Electoral confirmaron la realización del referéndum e informaron que el mismo se llevaría a cabo el 27 de marzo de 2022, con un total de 2 684 131 personas habilitadas para votar.

## Organización

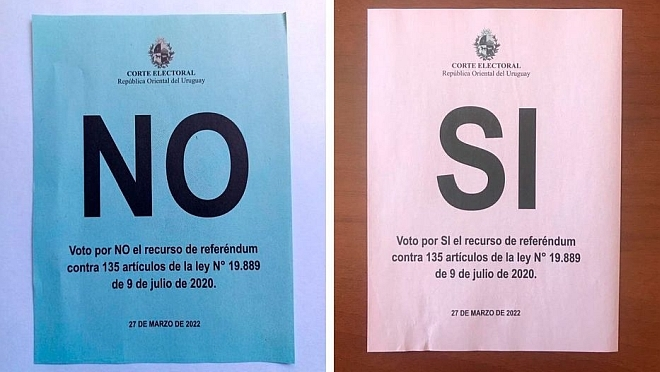
Hojas de votación por la opción negativa (izquierda) y afirmativa (derecha) a la derogación.

Al momento de realizarse la consulta popular existieron dos hojas de votación (papeletas), una por el voto afirmativo (con la expresión «Sí») y otra por el voto negativo (con la expresión «No»), a través de las cuales los votantes se pronunciaron a favor o en contra, respectivamente, de dar lugar al recurso de referéndum contra los 135 artículos impugnados de la Ley de Urgente Consideración.
Para tener éxito, la opción por la derogación (el «Sí») debía superar el 50 % del total de votos válidos (conformado por la suma de los afirmativos, los negativos y los votos en blanco). En los hechos, el voto en blanco se considera como voto negativo, mientras que el voto nulo no computa para ninguna de las dos opciones.
La papeleta por el voto afirmativo a la derogación era color rosado, mientras que la papeleta por el voto negativo era celeste. La Comisión Nacional por el Sí criticó esta decisión, argumentando que el color celeste es asociado con el Uruguay (por ejemplo, la selección nacional de fútbol lleva el seudónimo La Celeste) y por lo tanto no debería ser utilizado. En este sentido se presentó un recurso ante la Corte Electoral para modificar la definición, pero este fue rechazado.

## Campaña

### A favor de la derogación

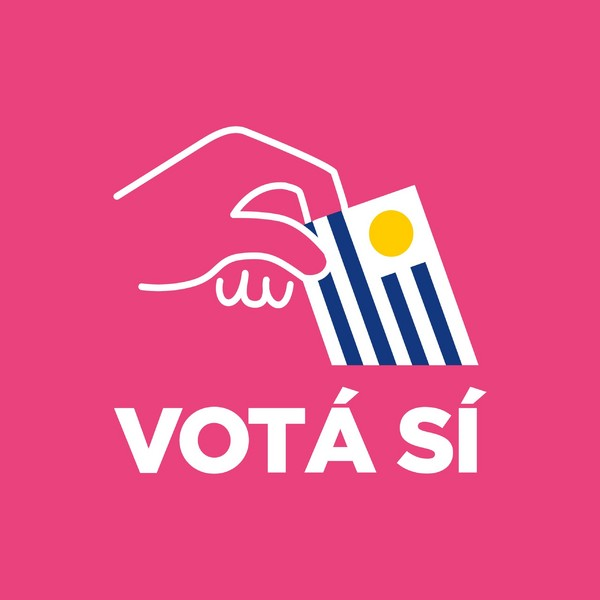
Logotipo principal de la campaña a favor de la derogación de 135 artículos de la LUC.

La Comisión Nacional por el Sí lanzó oficialmente la campaña para la derogación de los 135 artículos de la LUC el 24 de octubre de 2021, con un acto realizado en el Velódromo Municipal de Montevideo del que participaron artistas y figuras del Frente Amplio (como el expresidente de la República José Mujica y los intendentes de Canelones y Montevideo Yamandú Orsi y Carolina Cosse, respectivamente), el PIT-CNT y diversas organizaciones sociales. En la proclama del evento se hizo énfasis en los temas de educación, seguridad pública, empresas estatales, economía y combustibles, afirmando que los cambios planteados por la LUC tienen el objetivo de debilitar el rol del Estado en estas áreas. Mujica criticó a algunos miembros del oficialismo por los argumentos utilizados en defensa de la ley, acusándolos de realizar una «especie de terrorismo».
El primer eslogan oficial de campaña elegido por los promotores de la derogación, presentado en los días previos al acto de lanzamiento, fue «la LUC no es Uruguay». Algunos analistas políticos consideraron que este buscaba despertar sentimientos de patriotismo o nacionalismo, y podría haber tenido el objetivo de atraer votantes más conservadores. El mismo recibió críticas procedentes de filas oficialistas, como las de Julio María Sanguinetti, para quien los promotores de la derogación pretendían tener «el monopolio de la patria».
En enero de 2022 se anunció que Esteban Valenti estaría a cargo de la campaña de comunicación y publicidad a favor de la derogación y se presentó un nuevo eslogan oficial, «en defensa propia». La elección de Valenti, exmilitante frenteamplista pero alejado del partido desde el 2018, se basó en su experiencia como publicista en la campaña por la anulación de la Ley de Empresas Públicas (1992) y en campañas electorales del dirigente político de izquierda Tabaré Vázquez (por la Intendencia de Montevideo en 1989 y por la Presidencia de la República en 1999 y 2004), entre otras. La designación no estuvo exenta de críticas, procedentes tanto de filas del Frente Amplio como de la Coalición Multicolor.
Dado que la papeleta por el «Sí» llevó el color rosado, diferentes organizaciones a favor de la derogación utilizaron la imagen y música asociada del personaje animado la Pantera Rosa en materiales de difusión y actos de campaña. En febrero de 2022 la Federación ANCAP recibió una intimación por parte de la compañía estadounidense Metro-Goldwyn-Mayer, titular de los derechos de autor del personaje, solicitando el cese inmediato de su uso no autorizado, lo cual fue aceptado por la Comisión.
Además de las que conformaron la comisión promotora de la derogación, otras organizaciones sociales y políticas se manifestaron a favor del «Sí», como la agrupación Fosalba (mayoritaria en el Sindicato Médico del Uruguay) y la Federación de Cooperativas de Producción. La campaña también contó con el apoyo de diversos actores de la cultura (como los cantantes y compositores Gerardo Nieto y Alejandro Balbis, el murguista Raúl Castro, el escritor Roy Berocay y el actor Petru Valensky), del deporte (como los basquetbolistas Marcos Cabot y Mateo Sarni) y de otros ámbitos (como el abogado constitucionalista José Korzeniak, el publicista Claudio Invernizzi y el edil colorado de Paysandú David Elguera).
El 22 de marzo la campaña por el «Sí» transmitió un mensaje oficial de forma simultánea por radio y televisión, el cual contó con la participación del actor uruguayo César Troncoso.

### En contra de la derogación

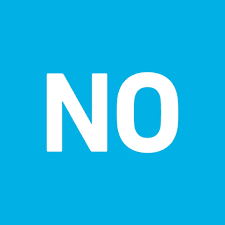
Logotipo principal de la campaña en contra de la derogación de 135 artículos de la LUC.

El oficialismo desarrolló el primer acto en defensa de los 135 artículos de la LUC el 31 de septiembre de 2021, en el departamento de Salto, del que participaron integrantes de todos los partidos que conforman la Coalición Multicolor. Días más tarde, en una actividad organizada por el sector Todos Hacia Adelante (Partido Nacional), se lanzaron materiales audiovisuales de campaña acompañados del eslogan «defendé tu libertad», los cuales fueron compartidos a través de las redes sociales por varios políticos del gobierno.
El 31 de enero de 2022, mediante una conferencia de prensa, el oficialismo dio inicio formal a la campaña en contra de la derogación. El evento fue encabezado por la vicepresidenta de la República Beatriz Argimón y dirigentes políticos de los cinco partidos que integran la coalición de gobierno. El coordinador nacional de la campaña fue el nacionalista Alejo Umpiérrez, intendente de Rocha, y el eslogan oficial era «con la celeste ganamos todos».
Algunas organizaciones empresariales, tales como la Federación Rural, la Asociación Rural, las Cámaras Empresariales de Frontera, la Cámara Regional de Empresarios y Comerciantes del Este y la Asociación de Cultivadores de Arroz, manifestaron su apoyo a la campaña por el «No» a la derogación.

### Participación del presidente de la República
Desde el momento en que se entregaron las adhesiones ante la Corte Electoral, el presidente Lacalle Pou se expresó en reiteradas ocasiones en defensa de los artículos de la LUC que se pretenden derogar, refiriéndose a la ley como «justa, popular y necesaria» y llamando a no desinformar sobre el impacto que la norma tiene en la sociedad.
El rol activo del presidente en la campaña fue criticado por algunos actores de la oposición, como los senadores frenteamplistas Óscar Andrade y Charles Carrera, ya que a su juicio implica un accionar inconstitucional. El artículo 77 de la Constitución uruguaya establece que el presidente de la República está impedido de participar en «propaganda política de carácter electoral». La postura del Poder Ejecutivo es que un referéndum no es una elección, sino un pronunciamiento a favor o en contra de una ley vigente, por lo que el primer mandatario está habilitado a expresarse públicamente, visión con la cual coinciden algunos constitucionalistas.
Lacalle Pou encabezó una conferencia de prensa el 23 de marzo, la cual ofició de cierre oficial de la campaña por el «No» (el comando optó por suspender todas las apariciones públicas y debates planificados para después de dicha fecha, incluso los previamente pactados y anunciados). En un principio, el presidente afirmó que sería el orador en un mensaje publicitario a transmitirse de forma simultánea por radio y televisión. La decisión de cambiar el formato fue criticada por la Comisión Nacional por el Sí, ya que la conferencia se realizó en vivo un día después de la transmisión del mensaje oficial de la campaña por la derogación, si bien el presidente se había comprometido a no responder a este.

### Debates públicos
Desde noviembre de 2021, el programa radial En Perspectiva, dirigido por el periodista Emiliano Cotelo, organizó una serie de debates entre dirigentes políticos, sindicales y sociales, representantes del gobierno y de la oposición. En la misma se abarcaron los temas de combustibles, educación, portabilidad numérica, actividad laboral, vivienda, seguridad pública e inclusión financiera.
Tras meses de negociaciones, el 22 de febrero de 2022 se realizó en Florida el primer debate público televisado desde la confirmación del referéndum, entre los senadores Óscar Andrade (Frente Amplio, FA) y Guido Manini Ríos (Cabildo Abierto, CA). La organización de este debate no estuvo exenta de polémica, particularmente en relación con los medios de comunicación encargados de su transmisión. En un inicio, asesores de ambos senadores mantuvieron discusiones con representantes de los canales de televisión privados Canal 10 y Teledoce, los cuales finalmente optaron por no participar de la organización y en su lugar se acordó con el canal público Cardinal TV y los más de 100 canales del interior del país representados por la Cámara Uruguaya de Televisión para Abonados (CUTA), además de una transmisión en línea a través de YouTube, Vera TV y Facebook. Canal 5, el canal público estatal, también pretendió sumarse al evento, a pedido de su director Gerardo Sotelo. Sin embargo, al día siguiente del anuncio público del debate, el propio Sotelo decidió excluir a los medios públicos de su transmisión, citando la necesidad de «guardar la ecuanimidad del canal público». Andrade lamentó el cambio de criterio, al cual calificó de «insólito». La decisión también fue criticada desde CA; el senador Guillermo Domenech afirmó que la misma se tomó desde el gobierno para quitar visibilidad a la figura de Manini Ríos, potencial candidato presidencial para las elecciones generales de 2024. Tras la baja de Canal 5, se informó que el canal público de la Intendencia de Montevideo TV Ciudad también transmitiría el debate. En el mismo se discutieron los artículos impugnados de la LUC referidos a seguridad pública, educación, relaciones laborales y vivienda. Estos temas fueron previamente acordados entre los representantes de ambos senadores; el frenteamplista propuso los primeros dos y el cabildante el resto. La transmisión del debate tuvo altos niveles de audiencia y llegó a ser el programa más visto en la televisión abierta de Montevideo, mientras que en Twitter se alcanzaron las 85 menciones por minuto y el hashtag más utilizado fue «#VotáSí». En las redes sociales, la participación de Andrade contó con el apoyo de otros dirigentes políticos del FA y lo propio ocurrió con la de Manini e integrantes de CA, pero no del resto de los partidos que conforman la Coalición Multicolor.
El 7 de marzo se realizó en Canelones el segundo debate televisado de cara al referéndum, entre los senadores Mario Bergara (FA) y Gustavo Penadés (Partido Nacional, PN), nuevamente organizado por la CUTA. El intercambio se centró en las modificaciones introducidas por los artículos impugnados en materia de educación, seguridad pública, vivienda e inclusión financiera.
El tercer y último debate organizado por la CUTA había sido pactado para el 23 de marzo en Punta del Este entre los senadores Alejandro Sánchez (FA) y Jorge Gandini (PN), pero debió suspenderse porque el nacionalista decidió no participar.
Finalmente Canal 5 optó por organizar una serie de debates propia, cuya primera instancia se dio el 9 de marzo entre el senador Sánchez (FA) y el intendente de Rocha y coordinador de la campaña por el «No» Alejo Umpiérrez (PN), la segunda el 14 de marzo entre los senadores Germán Coutinho (Partido Colorado, PC) y Liliam Kechichián (FA), la tercera el 16 de marzo entre los diputados Gonzalo Civila (FA) y Felipe Schipani (PC) y la cuarta el 21 de marzo entre el exsenador Rafael Michelini (FA) y el senador Penadés (PN). CA rechazó la invitación a participar en estos intercambios, citando la decisión de Gerardo Sotelo de no transmitir el debate Andrade-Manini por los medios públicos.
Por su parte, la Universidad de la República coordinó la realización de dos debates que fueron transmitidos por TV Ciudad. El primero de estos se realizó el 21 de marzo entre el economista Jorge Polgar (en representación del «Sí») y el diputado Iván Posada (Partido Independiente), donde se discutieron asuntos económicos; en otra instancia ese mismo día estaba previsto un intercambio sobre seguridad, pero todos los convocados en representación de la campaña por el «No» declinaron participar. El segundo debate se llevó a cabo el 22 de marzo, en el que la abogada Valeria España (por el «Sí») y el subsecretario Tabaré Hackenbruch (PC) contendieron sobre vivienda, mientras que el maestro Luis Garibaldi (por el «Sí») y el diputado Schipani (PC) hicieron lo propio sobre educación.
En un principio se anunció que Fernando Pereira (presidente del FA) participaría de un debate con Pablo Iturralde (presidente del directorio del PN), pero esto nunca ocurrió. También se había acordado un intercambio entre Pereira y Umpiérrez en Rocha, pero finalmente el nacionalista optó por no participar del mismo. De todas formas, Pereira se presentó en el lugar y a la hora previamente pactados para el debate.

## Artículos impugnados
A través del recurso de referéndum se buscó la abrogación de 135 de los 476 artículos de la LUC, que abarcaban diferentes áreas temáticas.
| Sección                                           | Capítulo | Artículos |
| ------------------------------------------------- | --- | --- |
| Seguridad pública                                 | Normas penales | (legítima defensa), (resistencia al arresto), (circunstancia agravante del encubrimiento), (delitos contra la propiedad mueble o inmueble), (agravio a la autoridad policial), (disposiciones aplicables a otros tipos penales), (autoevasión), (ocupación indebida de espacios públicos). |
| Seguridad pública                                 | Normas sobre proceso penal | (información al Ministerio Público), (declaraciones voluntarias al indagado ante la policía), (objeto de los registros), (registro de personas), (registro personal, de vestimenta, equipaje y vehículo), (inaplicabilidad del beneficio de libertad anticipada por la comisión de ciertos delitos). |
| Seguridad pública                                 | Legislación profesional policial | (comunicación inmediata), (seguridad necesaria), (oportunidad para el uso de la fuerza), (presunción de legitimidad de la actuación policial), (deber de identificarse), (alcance de la medida), (conducción policial de personas eventualmente implicadas), (Dirección Nacional de Políticas de Género), (estado policial del personal en situación de retiro), (derecho al porte de armas), (derecho de reprimir delitos flagrantes por el personal policial en situación de retiro), (actividades delictivas del artículo 36 del Decreto-Ley N.º 14.294). |
| Seguridad pública                                 | Normas sobre adolescentes privados de libertad                                                                                           | (régimen de semilibertad), (duración de las medidas de privación de libertad), (régimen especial), (limitaciones), (adecuación a la normativa del Código Penal y de la Ley N.º 16.707), (clausura del proceso del artículo 103 de la Ley N.º 17.823). |
| Seguridad pública                                 | Normas sobre gestión de la privación de libertad                                                                                         | (redención de pena por trabajo o estudio). |
| Secretaría de inteligencia estratégica del Estado | n/p | (definición), (información reservada y restringida e información secreta), (acceso a la información reservada del Sistema Nacional de Inteligencia de Estado). |
| Educación                                         | n/p | (de la obligatoriedad), (de la libertad de cátedra), (tratados internacionales y cooperación internacional), (concepto), (de la educación media superior), (de la educación técnico profesional), (de la educación terciaria), (de la educación en primera infancia), (Congreso Nacional de la Educación), (del Congreso Nacional de Educación), (Organización General de la Educación Pública), (del Ministerio de Educación y Cultura), (derogaciones), (de los órganos), (del Consejo Directivo Central), (cometidos del Consejo Directivo Central), (Subsistemas de la Administración Nacional de Educación Pública), (de las Direcciones Generales), (cometidos de las Direcciones Generales y del Consejo de Formación en Educación), (de otros cometidos de la Dirección General de Educación Técnico Profesional), (de la designación de los directores generales, subdirectores y miembros del Consejo de Formación en Educación), (atribuciones del Presidente del Consejo Directivo Central, de los directores generales de Educación y del presidente del Consejo de Formación en Educación), (del estatuto docente y del funcionario no docente), (concepto), (del Sistema Nacional de Educación Terciaria), (del Programa Nacional de Fortalecimiento de la Formación en Educación), (creación de las Comisiones Departamentales de Educación), (denominación del Capítulo XIX del Título VIII), (creación), (integración), (cometidos), (de los estatutos del personal docente y no docente), (procedimiento voluntario de reconocimiento del nivel universitario de carreras de formación docente impartidas por entidades públicas no universitarias), (derogaciones).                                                    |
| Economía y empresas públicas                      | Regla fiscal | (alcance), (Meta Indicativa de Resultado Fiscal Estructural), (metodología), (Institucionalidad Fiscal), (Rendición de Cuentas), (Fondo de Estabilización). |
| Economía y empresas públicas                      | Libertad financiera | (opción a favor del trabajador), (opción para el cobro de honorarios profesionales), (opción del medio de pago para proveedores del Estado), (restricción al uso de efectivo para ciertos pagos), (derogación de artículos de la Ley N.º 19.210), (procedimientos de debida diligencia). |
| Economía y empresas públicas                      | Mercado del petróleo crudo y derivados                                                                                                   | (aprobación de los precios de los combustibles), (revisión de precios de paridad de importación), (reforma del mercado de petróleo crudo y derivados). |
| Economía y empresas públicas                      | Del control de las sociedades anónimas de los entes autónomos y servicios descentralizados del dominio industrial y comercial del Estado | (sociedades anónimas con participación estatal). |
| Sector agropecuario                               | Del Instituto Nacional de Colonización                                                                                                   | (declaración sobre parcelas que integran colonias), (excepción a la obligación prevista en la norma). |
| Relaciones laborales y seguridad social           | Libertad de trabajo y derecho de la dirección de la empresa                                                                              | (libertad de trabajo y derecho de la dirección de la empresa). |
| Relaciones laborales y seguridad social           | Elección de los directores sociales del Banco de Previsión                                                                               | (elección de representación en el Directorio del Banco de Previsión Social. Registro de listas). |
| Desarrollo social y salud                         | Mejoras al régimen de adopciones | (selección de familia adoptante), (integración familiar de niños, niñas o adolescente en tenencia o guarda con fines de adopción). |
| Normativa sobre la emergencia en vivienda         | Régimen de arrendamiento sin garantía | (causales de desalojo), (pago de consumos, gastos comunes u otros servicios accesorios a la locación), (cláusulas nulas), (desalojo por vencimiento del plazo), (trámite del proceso de desalojo por vencimiento de placo. Verificación del cumplimiento de requisitos. Plazo de desalojo), (trámite del proceso de desalojo por vencimiento del plazo. Citación de excepciones), (trámite del proceso de desalojo por vencimiento del plazo. Traslado de excepciones), (trámite del proceso de desalojo por vencimiento del plazo. Lanzamiento), (trámite del proceso de desalojo por vencimiento del plazo. Prórroga de lanzamiento), (trámite del proceso de desalojo por vencimiento del plazo. Irrecurribilidad), (pago de arriendos, consumos, servicios y tributos durante procesos de desalojo y lanzamiento. Mutación), (desalojo por mal pagador), (desalojo por mal pagador. Mora y proceso de estructura monitoria), (desalojo por mal pagador. Admisibilidad. Plazo), (desalojo por mal pagador. Citación de excepciones), (desalojo por mal pagador. Traslado de excepciones), (desalojo por mal pagador. Lanzamiento), (desalojo por mal pagador. Prórroga de lanzamiento), (lanzamiento en desalojo por mal pagador. Irrecurribilidad), (lanzamiento en desalojo por mal pagador. Clausura), (inspección ocular), (inspección ocular pactada), (inspección ocular como medida preparatoria), (entrega de la finca en caso de desocupación), (Proceso Ejecutivo), (acumulación de pretensiones), (otras acciones), (lanzamiento), (competencia), (legitimación activa. Acreditación), (legitimación activa. Legitimados), (notificaciones), (normas complementarias y subsidiarias), (simulación de ausencia de garantías). |
| Otras disposiciones                               | De la protección a la libre circulación                                                                                                  | (piquetes que impidan la libre circulación), (preservación del derecho a la libre circulación y el orden público), (actuación en casos de hechos de apariencia delictiva). |
| Otras disposiciones                               | Portabilidad numérica | (derecho a la portabilidad numérica), (obligación de los servicios de telefonía móvil de prestar el servicio de portabilidad numérica), (Comité de Portabilidad Numérica), (cronograma de actividades), (costos de adecuación de redes y sistemas), (implementación del sistema). |

1. 1 2 3 4  Artículo votado afirmativamente por legisladores del Frente Amplio.

## Principales áreas temáticas

### Combustibles
En su artículo 235 (votado afirmativamente tanto por el oficialismo como por la oposición), la LUC establece una nueva metodología para la fijación del precio de venta al público de los combustibles producidos por la Administración Nacional de Combustibles, Alcohol y Pórtland (ANCAP), según la cual:
- El Poder Ejecutivo aprobará los nuevos precios contando previamente con un informe obligatorio realizado por ANCAP y otro por la Unidad Reguladora de Servicios de Energía y Agua (URSEA).
- El informe realizado por la URSEA deberá incluir el precio de paridad de importación (PPI) y transporte a las plantas distribuidoras de los diferentes combustibles. Esto equivale al precio que hipotéticamente debería asumir un actor privado en caso de importar y vender los mismos combustibles que ANCAP, basándose en el mercado internacional del petróleo y en los eventuales ajustes correspondientes al mercado nacional.[400] El objetivo es, según el gobierno, aumentar la competitividad de la empresa estatal.[401]
- La actualización de los precios por parte del Poder Ejecutivo se realizará con una periodicidad que no supere los 60 días.

La aplicación de este artículo comenzó en junio de 2021, produciendo una sucesión de aumentos en el precio de los combustibles durante el segundo cuatrimestre del año, con tres ajustes al alza en un período de casi dos meses y en ocasiones con aumentos incluso por encima de los recomendados por la URSEA en su informe. Desde la oposición se criticó que durante la campaña electoral, el actual presidente Lacalle Pou se había comprometido a no subir los precios de los combustibles en caso de ganar las elecciones.
Si bien la LUC permite espaciar las actualizaciones de precios hasta 60 días, el gobierno definió hacerlo mensualmente. A finales de agosto el Poder Ejecutivo modificó las fechas utilizadas para el cálculo del PPI, considerándose la variación en el precio internacional del barril de petróleo entre el día 26 de un mes y el 25 del siguiente y no entre el día 16 y el 15, como se hacía hasta entonces. Se explicó que el objetivo de dicha modificación era reducir el período de tiempo transcurrido entre la fecha en que se publica el informe mensual de la URSEA y el momento en que se define la actualización de los precios (al final de cada mes, comenzando a regir desde el primer día del mes siguiente). Como consecuencia de esto, en septiembre se dio el primer ajuste a la baja desde la entrada en vigencia del mecanismo, si bien la reducción estuvo en el entorno del 1 %.
Para los meses de octubre, noviembre y diciembre, la URSEA recomendó un aumento, con base en la variación al alza de los precios internacionales con su respectivo impacto en el PPI, pero en las tres oportunidades el Ejecutivo optó por no considerar dicho informe y mantener sin modificaciones los precios de los combustibles, aludiendo resultados positivos extraordinarios en el balance de ANCAP. Esta decisión significó una pérdida de 15 millones de dólares para la empresa estatal en el mes de noviembre.
La decisión política del Ejecutivo de no considerar la metodología de actualización de precios fijada en la LUC recibió fuertes críticas desde el Frente Amplio (FA). Para la oposición, la misma obedeció al hecho de que el gobierno buscaba no debilitar su imagen pública de cara al referéndum. De hecho, la intención del oficialismo fue la de mantener los precios incambiados hasta la realización de la votación.
Para enero de 2022, la referencia de la URSEA marcaba una rebaja en los precios, pero el gobierno optó por mantenerlos. Para febrero el Ejecutivo definió un aumento de más del 4 % para las naftas y del 6 % para el gasoil, en un contexto de suba del precio internacional del petróleo, pese a que el presidente Lacalle Pou había afirmado en los días previos que el gobierno contaba con «espalda» para evitar un aumento. Nuevamente esta decisión fue criticada por la oposición, pero también desde otros sectores sociales y políticos. El senador Alejandro Sánchez (FA) comparó el incremento de entre el 18 % y el 25 % en los precios de los diferentes combustibles durante el último año con el incremento del 6 % de los salarios y las jubilaciones en el mismo período. Por su parte, el movimiento Un Solo Uruguay habló de «tarifazo». El intendente de Río Negro Omar Lafluf (Partido Nacional) reconoció el potencial efecto negativo de la aplicación de estos artículos de la LUC.
El informe de la URSEA para el mes de marzo daba cuenta de un incremento en el PPI de los combustibles del 5-7 %, nuevamente siguiendo la tendencia internacional del precio de referencia del crudo (si bien el rango de tiempo utilizado para dicho cálculo no llegó a incluir la invasión rusa de Ucrania por los días feriados de carnaval). El gobierno definió un aumento del 2 %.
| Actualizaciones de precios de los principales combustibles desde la entrada en vigencia del artículo 235 de la LUC ($ por litro) | Actualizaciones de precios de los principales combustibles desde la entrada en vigencia del artículo 235 de la LUC ($ por litro) | Actualizaciones de precios de los principales combustibles desde la entrada en vigencia del artículo 235 de la LUC ($ por litro) | Actualizaciones de precios de los principales combustibles desde la entrada en vigencia del artículo 235 de la LUC ($ por litro) |
| Período | Período | Nafta súper 95 | Gasoil 50-S |
| --- | --- | --- | --- |
| 2021 | Junio | +7.10 | +4.90 |
| 2021 | Julio | +0.34 | +0.41 |
| 2021 | Agosto | +5.00 | +5.00 |
| 2021 | Septiembre | -0.39 | -0.76 |
| 2021 | Octubre | 0 | 0 |
| 2021 | Noviembre | 0 | 0 |
| 2021 | Diciembre | 0 | 0 |
| 2022 | Enero | 0 | 0 |
| 2022 | Febrero | +3.00 | +3.00 |
| 2022 | Marzo | +1.47 | +1.05 |
| Total acumulado | Total acumulado | +16.52 | +13.60 |

Un estudio de grupo focal encargado por el propio gobierno dio como resultado que el articulado referente a la fijación del precio de los combustibles era el que contaba con menor nivel de apoyo popular.

### Seguridad pública
En los artículos impugnados de la LUC referentes a la seguridad pública se introdujeron diversas modificaciones en el ordenamiento jurídico, incluyendo cambios en el Código Penal, el Código del Proceso Penal, la Ley Orgánica Policial y el Código de la Niñez y la Adolescencia, entre otros, siendo algunos ejemplos:
- Se amplía la legítima defensa. En los casos que se actúe defendiendo derechos de naturaleza patrimonial, la racionalidad del medio empleado deberá evaluarse sin considerar la existencia o no de una agresión física al individuo que se defiende. En los casos que se actúe en defensa de determinados parientes, la falta de provocación suficiente del individuo que se defiende deja de ser un requisito. A su vez, se detallan las «dependencias de la casa habitada» en las que se justifica la agresión mortal ejecutada en defensa propia.[435][436]
- Se crea el delito de resistencia al arresto: la oposición de resistencia física al arresto por parte de una autoridad pública se castiga con pena de 6 meses de prisión a 3 años de penitenciaría.[437] La desobediencia al mandato legítimo de un funcionario público ya estaba incluida con pena en el delito de desacato, con nueva redacción dada por ley en 2009.[438]
- Se crea el delito de agravio a la autoridad policial: el insulto, agravio, amenaza, obstaculización o arrojamiento de objetos a un policía en funciones se castiga con pena de 3 a 18 meses de prisión.[439] El ejercicio de violencia o amenaza contra un funcionario público ya estaba incluido en el delito de atentado.[440]
- El beneficio de la libertad anticipada se vuelve inaplicable para los delitos de rapiña, rapiña con privación de libertad, copamiento y extorsión.[441]
- El accionar de un funcionario policial actuando en ejercicio de sus funciones se presume en acuerdo a la Constitución, las leyes y las reglamentaciones vigentes, excepto cuando exista prueba de lo contrario.[442]
- Todo individuo tiene el deber de identificarse cuando la policía así se lo solicite. Con el fin de confirmar la identidad, la policía podrá requerir la presentación de un documento idóneo para tal fin (como cédula de identidad o credencial cívica). Cuando una persona no lleve consigo un documento identificatorio, o se niegue a identificarse, podrá ser conducida a una dependencia policial.[443] La solicitud de identificación de un individuo por parte de la policía y el requerimiento de presentación de un documento idóneo ya estaban contemplados en la ley 18 315 de 2008, en caso de individuos que «razonablemente» pudieran coincidir con personas requeridas por la Justicia o fugadas.[444]
- El personal policial en situación de retiro tendrá derecho al porte de armas, siempre y cuando no cuente con antecedentes penales,[445] y podrá intervenir para reprimir un delito flagrante, con las mismas facultades legales del personal en actividad.[446]
- La duración máxima posible de las medidas de privación de libertad para adolescentes se amplía de 5 a 10 años para los delitos de homicidio intencional agravado y muy especialmente agravado, violación y abuso sexual muy especialmente agravado.[447]
- Se excluyen del régimen de redención de penas por trabajo y estudio a los individuos condenados por los delitos de narcotráfico, violación, abuso sexual, abuso sexual especialmente agravado, homicidio especialmente agravado y muy especialmente agravado, rapiña con privación de libertad, copamiento y secuestro.[448]
- Se establece una pena de cuatro a quince años de penitenciaría para ciertas situaciones vinculadas al delito de narcomenudeo, incluyendo: cuando el receptor de la sustancia es un menor de 21 años o está privado de discernimiento o voluntad; cuando la sustancia se administra sin consentimiento de la víctima; cuando el delito se comete ejerciendo de forma abusiva o fraudulenta una profesión vinculada a la salud pública; cuando el delito se comete en las inmediaciones o en el interior de centros de enseñanza o de salud, cárceles, sedes deportivas, culturales o sociales o un espacio donde se realizan reuniones de carácter público; y cuando se utiliza un hogar para vender, depositar o distribuir las sustancias.[449] Previamente a la LUC, la mayoría de estas situaciones ya estaban incluidas con igual pena en el decreto ley 14 294 de 1974,[450] pero este fue posteriormente sustituido por la ley 17 016 de 1998, la cual elimina el requerimiento de aplicar un castigo con un mínimo y un máximo de años de penitenciaría.[451] En la práctica, en muchos de estos casos se aplicaba la suspensión condicional del proceso penal como método alternativo de resolución del conflicto, mediante la cual un individuo acusado de un delito leve puede, en lugar de ir a la cárcel, cumplir con ciertas condiciones u obligaciones determinadas por la Justicia (como realizar tareas comunitarias, reparar simbólica o materialmente a la víctima o fijar residencia, entre otras).[452] La LUC elimina esta alternativa,[453] incluso para individuos sin antecedentes penales, quitando también la posibilidad de redimir la pena por trabajo o estudio.[448]
- Se prohíbe la realización de piquetes que impidan la libre circulación de personas, bienes o servicios, tanto en espacios públicos como en privados de uso público.[454]

En los primeros nueve meses de 2021 se registró un descenso de todos los delitos en Uruguay, en comparación con igual período de 2019 y 2020, tendencia que se confirmó con los datos completos del 2021. El oficialismo argumentó que este cambio fue posible gracias a las modificaciones introducidas por la LUC, afirmando que estas dieron respaldo político y jurídico al accionar de los efectivos policiales. El ministro del Interior Luis Alberto Heber, refiriéndose a los nuevos delitos y al aumento de penas establecidos en la ley, expresó que en caso de darse su derogación el gobierno tendría que liberar presos, lo cual le valió críticas desde el Frente Amplio.
Por su parte, los impulsores de la derogación sostenían que la LUC persigue una «lógica punitiva», criminaliza la situación de pobreza (por ejemplo, al aumentar las penas a los condenados por microtráfico de drogas) y respalda los posibles casos de abuso de la autoridad policial. Asimismo afirmaron que el cambio observado en la conducta delictiva obedece a los efectos de la pandemia de COVID-19, notando que la baja en los delitos comenzó en marzo de 2020, cuando asumió el nuevo gobierno y se declaró la emergencia sanitaria nacional, mientras que la LUC no fue aprobada hasta julio del mismo año. Esta incidencia de las medidas de reducción de la movilidad sobre la criminalidad es respaldada por evidencia nacional e internacional.
En julio de 2021, la Asociación de Defensores Públicos (ADEPU) presentó una denuncia ante la Suprema Corte de Justicia tras haber identificado un aumento en el uso abusivo de la fuerza policial, situación que, según los abogados denunciantes, se agravó tras la aprobación de la LUC. Desde el sindicato policial se cuestionó la veracidad de estos hechos. Sin embargo, la Institución Nacional de Derechos Humanos y Defensoría del Pueblo (INDDHH) analizó más de 100 denuncias realizadas por ADEPU de hechos acontecidos en 2020 y 2021, concluyendo a través de un informe publicado en marzo de 2022 que se evidencia un «debilitamiento de las garantías de las personas durante los primeros momentos de la detención». El abogado Wilder Tayler, director de la INDDHH, expresó que las modificaciones introducidas por la LUC crean un marco legal más propicio al uso abusivo de la fuerza por parte de los policías y acusó al gobierno de minimizar los casos denunciados. Tanto el ministro Heber como el expresidente colorado Julio María Sanguinetti criticaron la publicación del informe de la INDDHH, acusando a la institución de perseguir un fin electoral de cara al referéndum.
Uno de los artículos más criticados por los promotores de la derogación fue el referente a penas de penitenciaría por el delito de narcomenudeo, particularmente por el ingreso de pequeñas cantidades de estupefacientes a establecimientos carcelarios. Se afirmó que este castigo afecta principalmente a mujeres en situación de pobreza, muchas con niños a cargo, que suelen cometer este delito como último recurso en «una serie de estrategias infructuosas de subsistencia económica para ellas y sus familias» y usualmente «como resultado de coacciones, abusos, intimidaciones o relaciones de dominación con algún referente masculino privado de libertad». De hecho, el 95 % de las personas formalizadas a partir de este artículo son mujeres, sobre todo jóvenes, y la cantidad total de mujeres privadas de libertad aumentó en un 60 % durante el primer año y medio del gobierno de Lacalle Pou. El endurecimiento de las penas de microtráfico en estas situaciones fue criticado incluso desde la Organización de las Naciones Unidas (ONU) por las consecuencias que genera en la población femenina. En función de esto, algunos legisladores del oficialismo se mostraron dispuestos a revisar la norma y la senadora colorada Carmen Sanguinetti incluso expresó su voluntad de eliminar el artículo en cuestión.
Mario Layera, exdirector de la Policía Nacional, se manifestó a favor de la opción por el «Sí», sosteniendo que la LUC empodera a la Policía para enfrentar al «conflicto social más que al crimen organizado, la corrupción y la violencia de género». Las declaraciones de Layera fueron criticadas por integrantes del gobierno, quienes apuntaron contra su gestión durante los gobiernos del Frente Amplio.

### Vivienda
La LUC creó un nuevo régimen para el arrendamiento de bienes inmuebles sin la necesidad de que el inquilino cuente con una garantía. Los artículos impugnados explicitan algunas de las características del mismo, incluyendo:
- Durante la vigencia del contrato de arrendamiento, el desalojo puede darse solamente por arrendatario mal pagador, inmueble expropiado o finca ruinosa. El plazo para la concreción del desalojo no puede exceder los 45 días.[482]
- Una vez vencido el contrato de arrendamiento, el plazo para el desalojo del arrendatario buen pagador es de 30 días desde que se efectúa la notificación de la sentencia judicial correspondiente.[483] Si vencido este plazo el arrendatario no realizó la entrega voluntaria del inmueble, el arrendador podrá solicitar en cualquier momento su lanzamiento, el cual se hará efectivo dentro de los siguientes 15 días hábiles a efectuada la notificación correspondiente.[484] Este plazo podrá ser prorrogado una única vez y por un máximo de 7 días hábiles, a solicitud del arrendatario por causa de fuerza mayor aceptada por Juez competente.[485] Según lo estipulado en el régimen existente antes de la LUC, el plazo para el desalojo del arrendatario buen pagador es de 6 o 12 meses, pudiendo prorrogarse por hasta 120 días.[486]
- Una vez vencido el plazo acordado para el pago del alquiler sin que este se haya efectuado, el arrendador podrá intimar el pago al arrendatario. Si el arrendatario no efectúa el pago en los 3 días hábiles siguientes a la intimación, será considerado moroso,[487] pudiendo iniciarse el trámite de desalojo por mal pagador.[488]
- El plazo para el desalojo del arrendatario mal pagador es de 6 días hábiles desde que se efectúa la notificación de la sentencia judicial correspondiente.[489] Si vencido este plazo el arrendatario no realizó la entrega voluntaria del inmueble, el arrendador podrá solicitar en cualquier momento su lanzamiento, el cual se hará efectivo dentro de los siguientes 5 días hábiles a efectuada la notificación correspondiente.[490] Este plazo podrá ser prorrogado una única vez y por un máximo de 5 días hábiles, a solicitud del arrendatario por causa de fuerza mayor aceptada por Juez competente.[491] Según lo estipulado en el régimen existente antes de la LUC, el plazo para el desalojo del arrendatario moroso es de 20 días.[492]

Los promotores de la derogación de estos artículos argumentaron que el nuevo régimen desprotege al inquilino, permitiendo un desalojo o lanzamiento «exprés», incluso siendo buen pagador. Según sostenían, las personas que más usarían este régimen son aquellas que no cuentan con ingresos económicos estables, y los plazos abreviados para el desalojo no harían más que aumentar su situación de vulnerabilidad social y la dificultad en el acceso a la vivienda. Asimismo se afirmó que el alquiler de inmuebles sin garantía ya ocurría previamente.
Desde el gobierno se sostuvo que el nuevo régimen de arrendamiento no sustituye al anterior, sino que pretende ser una solución para aquellos individuos que desean alquilar un inmueble pero no cuentan aún con los recursos para constituir una garantía.

### Educación
En los artículos impugnados se introdujeron diversos cambios a la Ley General de Educación de 2008 y otras normas, entre los cuales se incluyen:
- Se mantiene el carácter obligatorio de la educación inicial a partir de los 4 años de edad, la educación primaria y la educación media, pero la obligación de los padres o responsables legales de inscribir a los niños en un centro de enseñanza y controlar su asistencia se sustituye por el deber de «contribuir al cumplimiento» de la obligación educativa.[497]
- Se establece la no obligatoriedad de la educación en la primera infancia (desde el nacimiento hasta los 3 años de vida).[498]
- Se modifica la gobernanza de los diferentes subsistemas o niveles educativos (educación inicial, secundaria y técnico-profesional) en el marco de la Administración Nacional de Educación Pública (ANEP). En este sentido se sustituyen los Consejos de Educación por Direcciones Generales. Solo se mantiene el Consejo de Formación en Educación.[499] Los sustituidos Consejos de Educación eran órganos desconcentrados integrados por 3 miembros, 2 de los cuales eran designados por el Consejo Directivo Central (CODICEN) y el tercero era elegido por los docentes.[500] En cambio, las nuevas Direcciones Generales son órganos unipersonales a cargo de un director general designado por el CODICEN.[501][502] En efecto, esta modificación elimina la representación docente en la gobernanza de los diferentes niveles educativos.
- Se potencia el rol del Ministerio de Educación y Cultura (MEC) como rector de la política educativa nacional, aumentando sus competencias: pasa a encargarse de los procedimientos de reválida y reconocimiento de títulos, certificados o diplomas obtenidos en el extranjero (hasta entonces a cargo de la Universidad de la República, Udelar)[503] y tiene el cometido de elaborar un «Plan de Política Educativa Nacional» que deberá enviar a la Asamblea General antes de la presentación de la ley de presupuesto y un «Compromiso de Política Educativa Nacional» en acuerdo con los candidatos a integrar el CODICEN propuestos por el Poder Ejecutivo.[504]
- Se crea la Comisión Coordinadora de la Educación, en sustitución de la Comisión Coordinadora del Sistema Nacional de la Educación Pública.[505] A diferencia de su antecesora, la nueva comisión cuenta entre sus integrantes con representantes de la educación privada, de las instituciones de formación militar y policial, del Instituto del Niño y el Adolescente del Uruguay (INAU) y del Instituto Nacional de Empleo y Formación Profesional (INEFOP), al tiempo que se reduce la representación de la Udelar, incluso dejando por fuera a su rector.[506]
- Se mantiene el funcionamiento de un Consejo de Participación en cada centro educativo público, pero se elimina el requisito de que al menos un tercio de sus integrantes en la educación media y técnico-profesional sean representantes estudiantiles.[507]

El ministro de Educación y Cultura Pablo da Silveira defendió los cambios introducidos por la LUC, a los cuales calificó de «modestos e imprescindibles». Haciendo referencia al cambio en la gobernanza de los diferentes niveles educativos, argumentó que el sistema previo de Consejos de Educación, al cual definió como propio de un régimen soviético, dificultaba la toma de decisiones para efectivizar cambios en la política educativa impulsados desde el CODICEN. A su vez, expresó que la representación docente se mantiene en el CODICEN y en el Consejo de Formación en Educación. En el mismo sentido, el presidente Lacalle Pou afirmó que «una cosa es escuchar a los sindicatos y otra cosa es compartir el gobierno de la educación».
Los promotores de la derogación de estos artículos sostenían que los mismos tienen un carácter conservador, culpabilizan a los docentes de los problemas educativos, suprimen la participación estudiantil, disminuyen la influencia de los órganos autónomos al potenciar el rol del MEC, utilizan criterios del mercado para organizar a los centros educativos y persiguen una lógica privatizadora de la educación pública.
Un análisis académico realizado por la Facultad de Ciencias Sociales de la Udelar respecto a los cambios educativos introducidos por la LUC concluye que estos responden a una «filosofía política liberal [consistente] con un tipo de bienestar donde el Estado juega un papel residual». Para el Instituto de Educación de la Facultad de Humanidades y Ciencias de la Educación de la Udelar se da un cambio en la valoración conceptual de la educación, a la cual se deja de considerar un derecho humano fundamental y en su lugar se prioriza la adquisición de capacidades «con una perspectiva exclusivamente económica».

### Finanzas
Mediante artículos que se pretendían derogar, la LUC introdujo múltiples modificaciones a la Ley de Inclusión Financiera de 2014 y otras normas, entre las cuales se incluyen:
- Se habilita el efectivo como modalidad de pago a los trabajadores en situación de dependencia, eliminando la obligatoriedad de hacerlo mediante la acreditación en cuenta de instituciones de intermediación financiera o en instrumento de dinero electrónico.[515] Desde el 2018, el pago en efectivo a trabajadores estaba permitido en todas las localidades del país de menos de 2000 habitantes, por la dificultad en el acceso a puntos de extracción de efectivo.[516]
- Se habilita el efectivo como modalidad de pago del Estado a proveedores de bienes o servicios, eliminando la obligatoriedad de hacerlo mediante la acreditación en cuenta de instituciones de intermediación financiera.[517]
- Se habilita el efectivo como modalidad de pago de honorarios profesionales con un monto límite de 1 000 000 U.I., eliminando la obligatoriedad de hacerlo mediante medios de pago electrónicos o a través de acreditación en cuenta en instituciones de intermediación financiera o en instrumento de dinero electrónico.[518]
- El límite para realizar cualquier tipo de transacción en efectivo se incrementa de 40 000 a 1 000 000 U.I. (aproximadamente 115 000 dólares).[519][520]
- Se eliminan los límites al uso de efectivo para el arrendamiento, subarrendamiento, crédito, enajenación y otros negocios sobre bienes inmuebles y para la adquisición de vehículos motorizados.[521]
- Se habilita el efectivo como modalidad de pago de los tributos nacionales.[521]
- Se elimina la prohibición a proveedores o comercios de cobrar los productos o servicios que ofrezcan a un precio mayor si el pago se realiza con tarjeta de débito o instrumento de dinero electrónico que si se realiza en efectivo.[521]

Desde el gobierno se afirmó que los cambios en materia financiera introducidos por la LUC permiten una mayor libertad del ciudadano para disponer de su dinero en efectivo.
Mario Bergara, senador del Frente Amplio, expresidente del Banco Central (BCU) y exministro de Economía, sostuvo que la ampliación en el uso del efectivo conlleva un mayor nivel de evasión fiscal y facilita el lavado de activos.

### Portabilidad numérica
En su artículo 471, la LUC declara a la portabilidad numérica como un derecho de los usuarios de telefonía móvil. En efecto, la nueva normativa permite a los usuarios cambiar de compañía proveedora del servicio entre las tres disponibles en Uruguay (la estatal Antel y las privadas Claro y Movistar), sin que ello implique la pérdida de su número de teléfono. La fecha prevista para su entrada en vigor era el 27 de diciembre de 2021, si bien para la oposición correspondía esperar por el resultado del referéndum en función de los costos operativos de su aplicación (todo el articulado referente a esta temática fue impugnado).
Desde el gobierno se afirmó que la nueva reglamentación otorga mayor libertad a los usuarios y mejora la competitividad, además de que alinea a Uruguay con la mayoría de los países del mundo. El Sindicato Único de Telecomunicaciones (Sutel) se manifestó en contra de la misma, entendiendo que su implementación debilita al Estado en beneficio de las compañías privadas. Los promotores de la derogación sostenían que Antel deberá invertir grandes sumas de dinero para poder mantenerse en competencia con las multinacionales.
Antel es el líder del mercado de telefonía móvil en el país contando con el 46.06 % de los usuarios, seguido por Movistar (33.17 %) y Claro (20.77 %). Con base en un estudio realizado por la empresa consultora Equipos, Antel tendría una pérdida neta de 22 000 clientes personales y del 11 % del mercado empresarial como consecuencia de la aplicación de la portabilidad numérica.
Finalmente la nueva normativa comenzó a regir el 12 de enero de 2022. En las primeras semanas desde su entrada en vigor, Antel fue la única de las tres compañías en tener una ganancia neta de clientes, con un balance de 2500 clientes adicionales en los primeros 40 días. Esta tendencia se revirtió en la primera quincena de marzo, cuando la compañía estatal tuvo un saldo neto de 800 clientes menos.

### Adopciones
Los artículos 403 a 406 de la LUC introdujeron modificaciones al régimen de adopciones establecido en el Código de la Niñez y la Adolescencia. Dos de estos artículos, el 403 y el 404 (ambos referentes a los cuidados alternativos de niños y adolescentes privados de su medio familiar), se encontraban entre aquellos impugnados.
El artículo 403 de la LUC dio nueva redacción al artículo 2 de la ley 19 092 de 2013, mientras que el 404 lo hizo para el artículo 3 de la ley 18 590 de 2009. La modificación se introduce en relación con los casos en que un juez dispone la inserción familiar de un menor. Tanto la normativa anterior como la LUC establecen que la selección de la familia adoptante es responsabilidad del Instituto del Niño y Adolescente del Uruguay (INAU) y que el tribunal actuante sólo puede apartarse de esta selección con una decisión fundada y avalada por informe de equipos técnicos del Poder Judicial. La LUC agrega, además, que el tribunal actuante podrá prescindir de la selección realizada por el INAU de forma excepcional en aquellos casos en que el menor «se encuentre plenamente integrado a un núcleo familiar […] siempre y cuando esta tenencia haya comenzado en forma lícita, priorizándose el interés superior del [menor] en cuestión».
Esta modificación permite, de hecho, que un juez seleccione por sí mismo una familia adoptante para un niño o adolescente, sin participación alguna de los equipos técnicos del INAU. En estos casos, los especialistas del instituto no participan, por ejemplo, de la preparación previa de la familia adoptante ni del seguimiento posterior a la adopción. Los impulsores de la derogación de estos artículos argumentaron que el mecanismo incrementa los riesgos para los menores involucrados (como el de explotación infantil), «quita transparencia y violenta derechos» con una perspectiva centrada en el adulto. Por su parte, el gobierno afirmó que el objetivo es agilizar el proceso de adopciones manteniendo las garantías del mismo.
En noviembre de 2021 se generó una polémica cuando dos integrantes del gobierno, la vicepresidenta de la República Beatriz Argimón y el secretario de la Presidencia Álvaro Delgado, compartieron en sus respectivas cuentas de Twitter un spot publicitario en contra de la derogación de los artículos de la LUC. En el mismo se afirmaba que dicha ley «reduce de 5 años a 18 meses el proceso de adopción», en referencia al artículo 406 de la LUC. Este establece que la evaluación por parte del INAU de los interesados en adoptar un menor para su inclusión en un registro de aspirantes no puede prolongarse por más de 18 meses desde la expresión de voluntad de los interesados. Sin embargo, el artículo 406 no se encontraba entre los impugnados por los promotores de la derogación.

### Colonización
Entre los artículos impugnados de la LUC se encontraban dos que introdujeron modificaciones a la colonización de tierras.
El artículo 357 dio nueva redacción al artículo 5 de la ley 18 756 de 2011, dejando por fuera del régimen establecido en la Ley de Colonización a todas las tierras entregadas por el Estado a colonos antes de 1948, cuando se creó el Instituto Nacional de Colonización (INC).
El artículo 358 introdujo una modificación al artículo 61 de la ley 11 029 de 1948, sobre los requerimientos que deben cumplir los colonos. Ambas normativas establecen la obligatoriedad de que el colono trabaje el predio de forma directa y lo habite, pero la LUC agrega que puede realizarse una excepción a esta obligación cuando el colono haya estado radicado por al menos 10 años, haya cumplido con un plan de inversiones en caso de haberse comprometido a uno y se invoquen motivos fundados de salud, trabajo o educación. En efecto, el cambio habilita la adjudicación de una fracción de tierra sin necesidad de que la misma sea trabajada directamente y/o habitada. La versión original del artículo 358 incluida en el proyecto inicial de LUC eliminaba la obligación del colono de residir en la tierra, sin incluir condiciones, pero a pedido del senador Guido Manini Ríos (Cabildo Abierto) este artículo fue retirado y luego reintroducido con su redacción final.
Los impulsores de la derogación de estos artículos de la LUC sostenían que los mismos son contrarios a la propia esencia de la Ley de Colonización de 1948 y argumentaban que con la aplicación del artículo 357 tierras previamente administradas por el INC pasan al mercado general a precios más elevados, limitando el acceso de productores menores al igual que su recompra por parte del instituto. Miguel Vassallo, ingeniero agrónomo y exdirector del INC durante el gobierno del Frente Amplio (FA), expresó que a través de este cambio, que afecta a más de 100 000 hectáreas, se favorece la reconcentración y extranjerización de la tierra, se vulnera la soberanía de los pequeños y medianos productores agrícolas y se beneficia económicamente a un grupo específico y limitado de colonos en su mayoría sin mérito propio frente al resto.
Para el senador Alejandro Sánchez (FA) las modificaciones introducidas por el artículo 458 eliminan la esencia conceptual de la colonización de tierras y se enmarcan en una visión ideológica negativa del INC por parte del gobierno. Por su parte, el senador oficialista Sebastián da Silva (Partido Nacional) afirmó que el objetivo buscado es otorgar mayor libertad a los colonos con respecto a su organización y desarrollo familiar y que los cambios obedecen a una «realidad nueva» de las personas que viven en el campo.
Una inspección técnica del INC realizada en octubre de 2021 encontró que el senador Manini Ríos, su esposa Irene Moreira (actual ministra de Vivienda) y el padre de esta son colonos propietarios de 2856 hectáreas de tierra en el departamento de Artigas, las cuales no habitan ni trabajan de forma directa. Esta información fue luego confirmada por dos informes jurídicos del INC. Previamente tanto Manini como Moreira habían negado ser colonos, y el senador votó a favor del artículo de la LUC que flexibiliza las obligaciones de los mismos. Finalmente, el directorio del organismo resolvió por mayoría que ni Manini ni los Moreira son colonos, basándose en un informe jurídico externo y desestimando los tres informes internos previos.

### Relaciones laborales
En su artículo 392, que se encontraba entre aquellos impugnados, la LUC refiere al Estado como garante del «ejercicio pacífico del derecho de huelga», pero también del «derecho de los no huelguistas a acceder y trabajar» en el lugar donde desarrollen su actividad laboral, así como del «derecho de la dirección de las empresas a ingresar a las instalaciones libremente».
La Constitución de Uruguay declara la huelga como «un derecho gremial», agregando que «sobre esta base se reglamentará su ejercicio y efectividad», sin hacer otras puntualizaciones al respecto.
La Organización Internacional del Trabajo (OIT) a través de su Comité de Libertad Sindical afirma que el derecho de huelga es «uno de los medios legítimos fundamentales de que disponen los trabajadores y sus organizaciones para la promoción y defensa de sus intereses económicos y sociales», agregando que los piquetes de huelga en particular «no deben impedir el ejercicio de la libertad de trabajo por los no huelguitas» y estando justificada su limitación solo si la huelga perdiese el carácter pacífico. A su vez se reconoce el derecho de los empresarios y el personal de la dirección de una empresa a ingresar a las instalaciones de la misma y ejercer sus actividades durante la realización de una huelga.
Desde el PIT-CNT se entendía que este artículo es «antisindical» porque deja a discreción del gobierno la definición del carácter pacífico de una huelga al tiempo que fomenta acciones que debilitan la efectividad de la medida, como el esquirolaje (contratación de personas por fuera de la empresa para sustituir a los trabajadores huelguistas). En sentido similar se expresó la Asociación Uruguaya de Laboristas, agregando que la LUC crea un obstáculo para el ejercicio del derecho de huelga.
Pablo Mieres, ministro de Trabajo y Seguridad Social, afirmó que la norma se basa en los principios establecidos por la OIT y que su objetivo es establecer un límite a la huelga para defender el derecho a trabajar de los no huelguistas.
Para el académico especialista en derecho laboral Hugo Barreto, el artículo 392 de la LUC tiene una interpretación ambigua ya que hace mención a la huelga en términos generales, pero parece referirse a la ocupación (una de las modalidades que puede tomar el ejercicio del derecho de huelga), y es además impreciso al no definir qué organismo o agente del Estado es el que actúa como garante.

## Consecuencias de un eventual triunfo del recurso
En caso de haber triunfado la voluntad de dar lugar al recurso de referéndum contra los 135 artículos impugnados de la Ley de Urgente Consideración (LUC), existían discrepancias entre analistas sobre el impacto que esto tendría a nivel jurídico. Una de las cuestiones no resueltas era si el efecto sería derogatorio o anulatorio, es decir, si las consecuencias regirían desde el pronunciamiento del cuerpo electoral (ex nunc) o desde la promulgación de la ley (ex tunc), respectivamente.
En el caso de una derogación, la ley deja de existir solo desde el momento en que se declara triunfador al «Sí» en adelante, sin afectar los efectos que esta haya podido tener desde su promulgación, los cuales quedan firmes (no hay efecto retroactivo). Cuando los artículos impugnados de la LUC derogan leyes previas, no vuelven a entrar en vigencia las normas anteriores (permanecen derogadas). Esto último ha llevado a plantear que podría generarse así un «vacío legal».
En el caso de una anulación, en cambio, se considera que la ley nunca existió y por lo tanto se invalidan todos los efectos que esta haya podido tener durante el tiempo que estuvo en vigencia (sí hay efecto retroactivo). Cualquier norma derogada por los artículos de la LUC vuelve a entrar en vigencia. Esta era la tesis más aceptada por los expertos.

## Encuestas de intención de voto
RespuestasFecha de la encuesta3035404550557/6/202110/11/202118/2/202223/3/2022SíNoResultados según fecha de encuesta
| Fecha de realización | Fecha de realización              | Empresa | ¿Votará por derogar los 135 artículos de la LUC? | ¿Votará por derogar los 135 artículos de la LUC? | ¿Votará por derogar los 135 artículos de la LUC? | ¿Votará por derogar los 135 artículos de la LUC? | ¿Votará por derogar los 135 artículos de la LUC? |
| Fecha de realización | Fecha de realización              | Empresa | Sí                                               | No                                               | NS/NC                                            | En blanco/anulado                                | No votará                                        |
| -------------------- | --------------------------------- | ------- | ------------------------------------------------ | ------------------------------------------------ | ------------------------------------------------ | ------------------------------------------------ | ------------------------------------------------ |
| Fecha de realización | Fecha de realización              | Empresa |                                                  |                                                  | NS/NC                                            | En blanco/anulado                                | No votará                                        |
| 2022                 | 18 al 22 de marzo                 | [ 581 ] | 43 %                                             | 43 %                                             | 10 %                                             | 4 %                                              | —                                                |
| 2022                 | 17 al 22 de marzo                 | [ 582 ] | 41 %                                             | 44 %                                             | 14 %                                             | 1 %                                              | —                                                |
| 2022                 | 11 al 20 de marzo                 | [ 583 ] | 41 %                                             | 45 %                                             | 10 %                                             | 4 %                                              | —                                                |
| 2022                 | 11 al 14 de marzo                 | [ 584 ] | 42 %                                             | 48 %                                             | 5 %                                              | 5 %                                              | —                                                |
| 2022                 | 19 de febrero al 2 de marzo       | [ 585 ] | 34 %                                             | 35 %                                             | 28 %                                             | 3 %                                              | —                                                |
| 2022                 | 17 al 26 de febrero               | [ 586 ] | 36 %                                             | 38 %                                             | 22 %                                             | 4 %                                              | —                                                |
| 2022                 | 12 al 22 de febrero               | [ 587 ] | 41 %                                             | 49 %                                             | 4 %                                              | 6 %                                              | —                                                |
| 2022                 | 10 al 17 de febrero               | [ 588 ] | 33 %                                             | 45 %                                             | 20 %                                             | 2 %                                              | —                                                |
| 2022                 | 4 al 11 de febrero                | [ 589 ] | 47 %                                             | 42.6 %                                           | 10.4 %                                           | —                                                | —                                                |
| 2022                 | 26 de enero al 1 de febrero       | [ 590 ] | 31 %                                             | 41 %                                             | 26 %                                             | 2 %                                              | —                                                |
| 2022                 | 14 al 24 de enero                 | [ 591 ] | 43 %                                             | 38 %                                             | 15 %                                             | 3 %                                              | —                                                |
| 2021                 | 9 al 27 de diciembre              | [ 592 ] | 49.4 %                                           | 41.2 %                                           | 9.4 %                                            | —                                                | —                                                |
| 2021                 | 25 de noviembre al 2 de diciembre | [ 593 ] | 33 %                                             | 46 %                                             | 18 %                                             | 3 %                                              | —                                                |
| 2021                 | 6 al 15 de noviembre              | [ 594 ] | 39 %                                             | 51 %                                             | 10 %                                             | 10 %                                             | —                                                |
| 2021                 | 29 de octubre al 8 de noviembre   | [ 595 ] | 37 %                                             | 39 %                                             | 19 %                                             | 5 %                                              | —                                                |
| 2021                 | 28 de octubre al 7 de noviembre   | [ 596 ] | 41 %                                             | 48 %                                             | 11 %                                             | —                                                | —                                                |
| 2021                 | 1 al 14 de septiembre             | [ 597 ] | 45 %                                             | 50 %                                             | 5 %                                              | 5 %                                              | —                                                |
| 2021                 | 26 de agosto al 3 de septiembre   | [ 598 ] | 34 %                                             | 44 %                                             | 22 %                                             | —                                                | —                                                |
| 2021                 | 9 al 16 de agosto                 | [ 599 ] | 41 %                                             | 37 %                                             | 19 %                                             | 3 %                                              | —                                                |
| 2021                 | 23 de julio al 2 de agosto        | [ 600 ] | 33 %                                             | 47 %                                             | 20 %                                             | —                                                | —                                                |
| 2021                 | 22 al 31 de julio                 | [ 601 ] | 43 %                                             | 40 %                                             | 11 %                                             | 2 %                                              | 3 %                                              |
| 2021                 | 24 de junio al 3 de julio         | [ 602 ] | 34 %                                             | 43 %                                             | 23 %                                             | —                                                | —                                                |
| 2021                 | 13 al 20 de mayo                  | [ 603 ] | 40 %                                             | 38 %                                             | 22 %                                             | —                                                | —                                                |

## Resultados

### Totales
|  | 46.9 % |

|  | 48.7 % |

|  | 48.2 % |

|  | 50.0 % |

|  | 1.3 % |

|  | 1.3 % |

|  | 96.4 % |

|  | 100 % |

|  | 3.6 % |

|  | 0.0 % |

|  | 100 % |

|  | 85.6 % |

### Por departamento
|  | 32.25 % |

|  | 67.75 % |

|  | 53.24 % |

|  | 46.76 % |

|  | 38.11 % |

|  | 61.89 % |

|  | 43.62 % |

|  | 56.38 % |

|  | 41.06 % |

|  | 58.94 % |

|  | 35.08 % |

|  | 64.92 % |

|  | 43.49 % |

|  | 56.51 % |

|  | 35.20 % |

|  | 64.80 % |

|  | 40.39 % |

|  | 59.61 % |

|  | 55.86 % |

|  | 44.14 % |

|  | 50.97 % |

|  | 49.03 % |

|  | 45.39 % |

|  | 54.61 % |

|  | 25.38 % |

|  | 74.62 % |

|  | 43.57 % |

|  | 56.43 % |

|  | 47.66 % |

|  | 52.34 % |

|  | 46.46 % |

|  | 53.54 % |

|  | 46.93 % |

|  | 53.07 % |

|  | 38.69 % |

|  | 61.31 % |

|  | 39.78 % |

|  | 60.22 % |

|  | 48.67 % |

|  | 51.33 % |

## Reacciones
A diferencia de lo que habitualmente ocurre en otras elecciones, en el referéndum sobre 135 artículos de la Ley de Urgente Consideración (LUC) no se realizaron encuestas a boca de urna. La única proyección de resultados, efectuada en la noche de la votación por la Usina de Percepción Ciudadana y publicada por La Diaria y TV Ciudad, otorgó 49.5 % de los votos válidos para la opción del «No» y 49.2 % para la del «Sí», con 1.4 % de votos en blanco, situación definida como de «empate técnico». Tras conocerse estos primeros datos, la Comisión Nacional por el Sí realizó una conferencia de prensa en la sede del PIT-CNT, donde el dirigente sindical José Olivera expresó que se traducía un malestar en parte de la ciudadanía respecto a la forma de gobernar del oficialismo, sin escuchar «a una mitad» de la población. Más tarde, ya con los primeros datos del escrutinio primario, dirigentes políticos del Frente Amplio (FA) valoraron la paridad de los resultados como un «triunfo político» y una «mala señal» para el gobierno. Hacia la medianoche, la Comisión por el Sí emitió un comunicado reconociendo la derrota.
Por su parte, legisladores de la Coalición Multicolor expresaron que los resultados fortalecían y legitimaban al oficialismo y representaban «una derrota» para el FA. Para el senador y líder de Cabildo Abierto Guido Manini Ríos, se confirmó que en Uruguay existen «dos grandes bloques […] en un escenario de paridad». En una conferencia de prensa realizada junto con sus ministros en la Torre Ejecutiva, el presidente Lacalle Pou afirmó que para el gobierno el referéndum «es una etapa superada» y mencionó algunas de las prioridades futuras de su gestión, como avanzar en cambios educativos y la reforma de la seguridad social. A su vez destacó la similitud entre los resultados de la actual votación y aquellos de la segunda vuelta de las elecciones nacionales de 2019, expresando que en función de esto «nada debería cambiar» en cuanto a la forma de gobernar, y descartó la introducción de modificaciones a la LUC.
La escasa diferencia entre los votos obtenidos por cada una de las opciones fue un hecho destacado entre los analistas políticos. Para Óscar Bottinelli, el resultado debilita la figura del presidente y podría traducir que la LUC no cuenta con el apoyo de la mayoría de la población.